# Управление специальных операций Великобритании
Управление специальных операций (англ. Special Operations Executive), сокращённо УСО (англ. SOE) — британская спецслужба времён Второй мировой войны. Учреждена приказом Кабинета министров Великобритании от 22 июля 1940 года и лично решением премьер-министра Уинстона Черчилля. Основными задачами организации стали ведение агентурной и специальной разведки (в т.ч. шпионажа), проведение агентурно-специальных или агентурно-боевых мероприятий (саботажа) на территории оккупированной гитлеровцами и их сателлитами Европы (позднее и в оккупированной японцами Юго-Восточной Азии), а также оказание посильной помощи всем сторонникам и деятелям Движения Сопротивления в Европе. Управление специальных операций также разрабатывало план образования Вспомогательных частей Вооружённых сил Великобритании, которые должны были в случае вторжения немцев на Британские острова начать партизанскую войну.
О существовании Управления знали очень немногие: оно состояло на негласном штате. Все, кто состоял в Управлении, был с ним как-то связан или посвящён в его деятельность, носили прозвища или употребляли в адрес Управления такие выражения, как «Ополченцы Бейкер-стрит» (англ. Baker Street Irregulars), «Тайная армия Черчилля» (англ. Churchill's Secret Army) или «Министерство нечестной войны» (англ. Ministry of Ungentlemanly Warfare). С целью конспирации Управления все его подразделения и само Управление функционировали под легендами Объединённой технической коллегии (англ. Joint Technical Board), Межведомственного исследовательского бюро (англ. Inter-Service Research Bureau) или вовсе выдуманными формированиями Адмиралтейства, Министерства Военно-воздушных сил или Военного министерства. Некоторые подразделения Управления были дислоцированы отдельно, другие по характеру своего взаимодействия со сторонними организациями требовали отдельных мероприятий по легендированию.
УСО действовало во всех странах, которые были оккупированы или подверглись нападению стран блока оси, за исключением тех, по которым были достигнуты соглашения — союзники Великобритании по Антигитлеровской коалиции в лице США и СССР. Нейтральные государства использовались для подготовки и переброски агентуры, а также для осуществления связи или как укрытие для агентов. Всего организация насчитывала 13 тысяч человек, которые оказывали поддержку более чем 1 млн деятелей партизанских антифашистских движений на территории оккупированной Европы. Около 3200 сотрудников УСО — женщины. Управление специальных операций было расформировано 15 января 1946 года после завершения Второй мировой войны. На набережной Альберта в Лондоне у Ламбетского дворца в октябре 2009 года установлен памятник агентам Управления специальных операций.

## Образование

### Предыстория

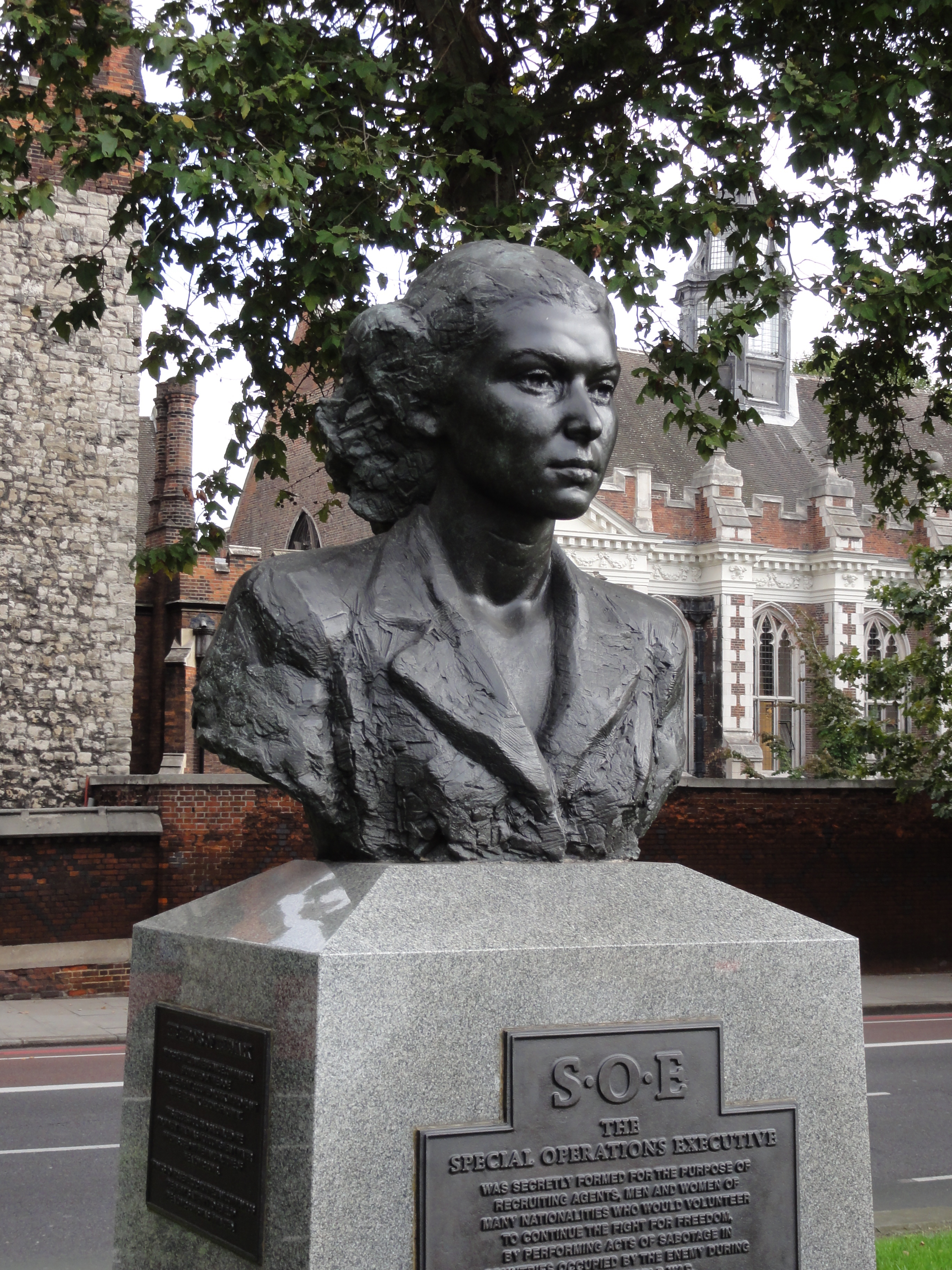
Памятник на набережной Альберта

Организация появилась после слияния трёх существовавших секретных департаментов незадолго до начала Второй мировой войны. В марте 1938 года после аншлюса Австрии нацистской Германией Форин-офис образовал пропагандистскую организацию под названием Департамент ЭХ (сокращение от Электра-хаус — штаб-квартиры Департамента), которой руководил канадский газетный магнат сэр Кэмпбелл Стюарт. В том же месяце MI6 образовала Секцию D под руководством майора Корпуса королевских инженеров Лоуренса Гранда с целью исследования возможностей саботажа, пропаганды и прочих вспомогательных средств для ослабления противника. Осенью того же года Военное министерство Великобритании расширило существовавшее исследовательское отделение GS(R) и назначило майора Королевских инженеров Дж. К. Холланда главой отделения, которое должно было заниматься исследованиями в области партизанской войны.
Отделение GS(R) было переименовано в MI(R) в начале 1939 года. Все три департамента использовали небольшое количество ресурсов вплоть до начала войны. Их деятельность во многом совпадала: Секция D и департамент ЭХ дублировали работу друг друга; руководители Секции D и MI(R) делились информацией, так как хорошо знали друг друга. Они договорились о разграничении деятельности: MI(R) отвечало за исследование иррегулярных операций, которые могли бы выполнить регулярные войска, а Секция D занималась исследованиями в области подпольной работы.
В первые месяцы войны Секция D располагалась в Вестминстерском отеле «Сэйнт-Эрминс», а затем в лондонском отеле «Метрополь» у Трафальгарской площади. Секция пыталась саботировать поставку стратегического сырья в Германию из нейтральных стран, заминировав Железные ворота на Дунае, но попытка оказалась неудачной. Тем временем MI(R) занималось печатью листовок и руководств для партизанских командиров и образованием отдельных рот — автономных подразделений, которые должны были заниматься саботажем и вести партизанскую войну в Норвегии — и вспомогательных подразделений — подразделений британского ополчения, которые должны были готовиться к оказанию сопротивления на случай вторжения гитлеровцев в Великобританию, угроза которого была серьёзной в самом начале войны.

### Формальное образование
13 июня 1940 года по распоряжению премьер-министра Уинстона Черчилля помощник канцлера герцогства Ланкастерского Морис Ханки обратился к Секции D и MI(R) с предложением скоординировать их действия. 1 июля на встрече членов Кабинета министров было объявлено об образовании единой диверсионной организации. 16 июля министр экономической войны Хью Дальтон был назначен ответственным за новую организацию, по поводу чего Черчилль, по словам современников, заявил: «А теперь подожгите Европу» (англ. And now set Europe ablaze). 22 июля была официально образована новая организация: Дальтон создал её по модели Ирландской республиканской армии, действовавшей во время войны за независимость Ирландии.
Сэр Фрэнк Нельсон стал первым директором Управления специальных операций: его кандидатуру выдвинула Секретная разведывательная служба. Пост генерального директора занял Глэдуин Джебб, покинувший Форин-офис. Кэмпбелл Стюарт покинул организацию, майор Гранд вернулся в состав регулярных войск, а майор Холланд по собственной просьбе также ушёл из Управления, вернувшись к работе в Корпусе королевских инженеров (оба майора дослужились до званий генерал-майоров). Заместитель Холланда в MI(R) бригадир Колин Габбинс стал директором операций УСО.
Один из департаментов MI(R) под названием MI R(C), отвечавший за разработку оружия для нерегулярных формирований, формально не состоял в УСО, а стал отдельным подразделением под названием MD1. Его руководителем был майор (позднее подполковник) Миллис Джефферис, а само подразделение получило прозвище «Магазин игрушек Черчилля» (англ. Churchill's Toyshop) благодаря большой поддержке и заинтересованности со стороны премьер-министра.

### Руководство
К директору УСО обращались по инициалам CD. Первым директором был Нельсон: ранее он был главой торговой фирмы в Индии, членом парламента от Консервативной партии (заднескамеечником) и консулом в Берне, тайно работавшим на британскую разведку. Дальтона же сменил на посту министра экономической войны Роунделл Палмер, 3-й граф Селборн в феврале 1942 года. Вскоре Нельсон покинул свой пост по причине проблем со здоровьем, и его место занял Чарльз Хэмбро, глава Hambros Bank и друг Черчилля, который также добился возвращения Джебба в Форин-офис.
Ещё с довоенных лет Хэмбро был близким другом Черчилля, а в годы Первой мировой войны он был награждён британским Военным крестом. Также он совмещал посты директора Hambros Bank и Great Western Railway. Некоторые из последователей Хэмбро и его коллег считали, что эти интересы отвлекали Хэмбро от деятельности в УСО. Селборн сотрудничали до августа 1943 года, пока не был поднят вопрос о том, должно ли УСО оставаться полностью независимым или согласовывать действия с Военным министерством и Британской армии в частности. Хэмбро настаивал, что потеря самоуправления УСО пагубно скажется на будущем организации. Однако вскоре выяснилось, что Хэмбро не передал важную информацию Селборну, и в итоге под давлением Кабинета министров Великобритании Хэмбро ушёл со своего поста, став главой комиссии по закупке сырья в Вашингтоне (она же вела обмен информацией по разработкам ядерного оружия).

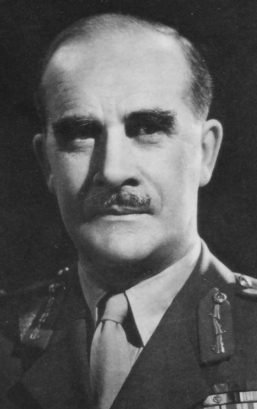
Генерал-майор Колин Габбинс

В сентябре 1943 года место директора занял генерал-майор Колин Габбинс как представитель Имперского Генерального Штаба (хотя у УСО не было своих представителей в штабе). Габбинс имел опыт службы в подразделениях коммандос и проведении диверсионных операций, он играл главную роль в первых операциях MI(R) и УСО. При его руководстве УСО стала чаще задействовать тактические приёмы, характерные для Ирландской республиканской армии времён войны за независимость Ирландии.

## Структура

### Штаб-квартира
Управление специальных организаций претерпело ряд изменений за время войны. Изначально управление делилось на три широких департамента: SO1 (пропагандистский), SO2 (операционный) и SO3 (исследовательский). SO3 был сильно загружен работой с документами, поэтому был объединён с SO2. В августе 1941 года между Министерством информации Великобритании и Министерством экономической войны разгорелись споры по поводу их обязанностей, что привело к выходу SO1 из состава Управления специальных операций и его превращению в Управление политической войны.
В составе Управления остался только один операционный департамент, который отвечал за отправку агентов Управления на вражескую или нейтральную территорию, а также их отбор и обучение. Каждой стране соответствовала своя секция, обозначенная одной или несколькими буквами. К некоторым оккупированным нацистами и их сателлитами территориям относилось несколько секций, отвечавших за сотрудничество с теми или иными ячейками Сопротивления (во Франции таких секций насчитывалось не менее шести). В целях безопасности у каждой секции были своя штаб-квартира и учебные организации. Это строгое разграничение было настолько эффективным, что только в середине 1942 года пять правительств в изгнании предложили создать совместную диверсионную организацию, услышав в ответ, что в Великобритании подобная уже действует на протяжении двух лет.
Четыре департамента и группы меньших размеров управлялись директором по исследовательским вопросам, профессором Дадли Морисом Ньюиттом, и были связаны с производством, развитием и поставкой специального оборудования. Ещё меньшие отделы отвечали за финансовую деятельность, обеспечение безопасности, проведение экономических исследований и внутреннее управление, хотя никакой системы хранения и регистрации документов у УСО не было. После назначения Габбинса директором он формализировал некоторые административные действия ad hoc и назначил ответственного по кадровым вопросам и иным запросам различных департаментов.
Главным управляющим органом УСО являлся совет из глав 15 департаментов или секций. Почти половина членов совета представляли вооружённые силы (хотя были и призывники), остальные — члены Гражданской службы, юристы, эксперты в области предпринимательства и промышленности. Большая часть членов совета, высокопоставленные сотрудники и функционеры были выпускниками частных школ, Оксфордского и Кембриджского университетов, хотя это особенно не влияло на политику Управления.

### Вспомогательные подразделения
Несколько вспомогательных штаб-квартир и станций УСО были образованы для управления теми операциями, которыми было неудобно руководить из Лондона в связи с большим расстоянием. Так, в Каире штаб позволял управлять операциями на Ближнем Востоке и Балканах, однако он был печально известен в связи со слабой охраной, постоянными стычками с вражескими шпионами и конфликтами с другими спецслужбами. С апреля 1944 года штаб назывался Штабом Специальных операций (Средиземноморья) (англ. Special Operations (Mediterranean) / SO(M)). После высадки союзников в Северной Африке около Алжира в конце 1942 года образовалась станция под кодовым названием «Мэссингем» (англ. Massingham), отвечавшая за действия на юге Франции. Штаб был перенесён в Бриндизи, а затем в Неаполь после вторжения союзников в Италию. На юге Италии образовался так называемый Отряд 133 (англ. Force 133), располагавшийся в Бари (Южная Италия), подчинявшийся штабу в Каире и организовавший разведку на Балканах и в Северной Италии.
Ещё одна станция SOE, известная как Индийская миссия (англ. India Mission / GS I(k)) находилась в Британской Индии с 1940 года. Её перенесли затем на Цейлон, чтобы она находилась ближе к Командованию Юго-Восточной Азии, и там был образован так называемый Отряд 136. Параллельно была образована Сингапурская миссия (англ. Singapore Mission), которая должна была образовать силы сопротивления в Британской Малайе, но её разгромили японцы в битве за Сингапур. Выживший личный состав Сингапурской миссии примкнул к Отряду 136.
В Нью-Йорке было образовано Британское управление по координации мер безопасности — организация для прикрытия деятельности УСО. Её главой был бизнесмен из Канады сэр Уильям Стефенсон. Адресом управления был Рокфеллеровский центр, Пятая авеню, дом 630, офис 3603. Управление координировало действия британских Управления специальных операций, Секретной разведывательной службы, MI5, американских ФБР и Управления стратегических служб.

## Цели
Руководство и структура организации менялись во время войны, что означало и изменение целей и задач Управления специальных операций, которые всё же были связаны с подрывной деятельностью против стран блока оси и непрямым воздействием на военную машину Германии. Редко Управление специальных операций выходило на прямые столкновения: одним из примеров таких операций служит операция «Гарлинг» по взрыву моста через реку Горгопотамос с целью срыва переброски подкреплений немцев и итальянцев в Северную Африку. Также они выполняли высокопрофильные операции, направленные на подрыв боевого духа нацистов и моральную поддержку оккупированных стран (здесь выделяется операция «Антропоид» по ликвидации Рейнхарда Гейдриха): в последнем случае Управление стремилось разжечь ненависть жителей оккупированных стран к нацистам и их пособникам, а также вынудить последних израсходовать больше рабочей силы и ресурсы на поддержание контроля над оккупированными землями.
Первоначальный энтузиазм Дальтона, ожидавшего масштабные нападения, массовое гражданское неповиновение и саботаж на оккупированных странами оси территориях, был обуздан. Существовали две главные цели, во многом несовместимые друг с другом: подрыв военной машины стран блока оси и создание тайных армий, которые могли бы оказать серьёзную помощь в освобождении своих стран при приближении союзных войск. В Управлении признали, что акты саботажа могут сыграть на руку именно оккупантам, которые усилят собственную безопасность и проведут репрессии против гражданских лиц, что затруднит создание подпольных армий. Только после перелома в войне роль подпольных армий стала реально важной.

## Взаимоотношения

### Министерство иностранных дел
Отношения Управления специальных операций с Форин-офисом на правительственном уровне были всегда сложными. В нескольких случаях правительства в изгнании выступали против проведения УСО операций без согласования и поддержки с правительствами, утверждая, что британские агенты спровоцируют оккупантов на преследования гражданских лиц или будут поддерживать конкретные партизанские движения из-за своих политических убеждений. Также УСО своими действиями ставила под угрозу отношения и с нейтральными странами. Однако Управление следовало всегда правилу «Не действовать без разрешения Министерства иностранных дел».

### Взаимодействие с вооружёнными силами и разведслужбами
Управление специальных операций хорошо взаимодействовало со Штабом межвойсковых операций в середине войны, особенно в технических аспектах, так как оборудование, применяемое Управлением нередко использовалось британскими коммандос и другими диверсантами. Эта поддержка исчезла после того, как из штаба ушёл вице-адмирал Луис Маунтбеттен, хотя к тому моменту у Управления уже был свой транспорт и обращаться в Штаб за помощью не было необходимости. С другой стороны, Британское Адмиралтейство решительно выступало против создания УСО собственных подводных средств и, что логично, удвоения усилий на эти проекты. С критикой авиации УСО выступали также королевские военно-воздушные силы Великобритании, в том числе бомбардировочное командование ВВС во главе с сэром Артуром Харрисом.
Ближе к концу войны, когда союзными силами были освобождены многие оккупированные страны и в которых агенты УСО образовали ячейки Сопротивления, Управление помогло некоторым частям Сопротивления перейти под контроль союзных армий на театрах военных действий. Отношения с Главным командованием союзных сил в северо-западной Европе (командующий генерал Дуайт Эйзенхауэр) и командованием Юго-Восточной Азии (командующий адмирал Луис Маунтбеттен) были превосходными. Однако с командующим в Средиземноморье отношения были сложными в связи с массовыми жалобами на имущество в штаб-квартире в Каире в 1941 году, а также частично из-за разделения обязанностей и полномочий между командованием в Средиземноморье и командованием УСО в 1942 и 1943 годах.
Также имелись противоречия между Управлением специальных операций и Секретной разведывательной службой, подчинявшейся Форин-офису. Если Секретная служба предпочитала собирать информацию и работать через влиятельных лиц и власти в спокойной обстановке, то Управление специальных операций устраивало волнения и хаос во многих странах, нередко сотрудничая и с коммунистами. В какой-то момент Секретная разведывательная служба даже специально мешала Управлению внедрить своих агентов в оккупированную немцами Францию.

### Сотрудничество со спецслужбами США
Ещё до вступления США во Вторую мировую войну глава Управления координатора информации Уильям Джозеф Донован получал техническую информацию от Управления специальных операций и даже предложил группе агентов УСО отправиться в учебный лагерь в канадском городе Ошава. С 1942 года организация Донована стала известна как Управление стратегических служб, которое сотрудничало активно с УСО, разграничив зоны ответственности: на откуп УСС были отданы Китай (с Маньчжурией), Корея, Австралия, острова в Атлантике и Финляндия; за УСО остались Индия, Ближний Восток, Восточная Африка и Балканы. Хотя обе службы работали в Западной Европе, лидерство отдавалось номинально УСО.
В середине войны отношения между УСО и УСС уже были не такими крепкими: хотя в Алжире у них был совместный штаб, сотрудники обеих организаций отказывались делиться друг с другом собранной информацией. На Балканах иногда фактически они противостояли друг другу, поскольку поддерживали то коммунистов, то монархистов. В 1944 году личный состав УСО и УСС участвовал в организации операции «Джедборо», оказав тем самым большую помощь французским партизанам во время высадки в Нормандии.

### Сотрудничество со спецслужбами СССР
Управление имело свой офис в Москве во главе с Джорджем Хиллом, работавшим с коммунистами ещё во время гражданской войны. Контакты УСО с НКВД были ограничены офицерами связи (по одному в штаб-квартирах). В 2020 году стало известно, что Управление специальных операций провело совместную с НКВД операцию «Ледоруб» по переброске ряда советских разведчиков в тыл к немцам.

## Размещение и обучение

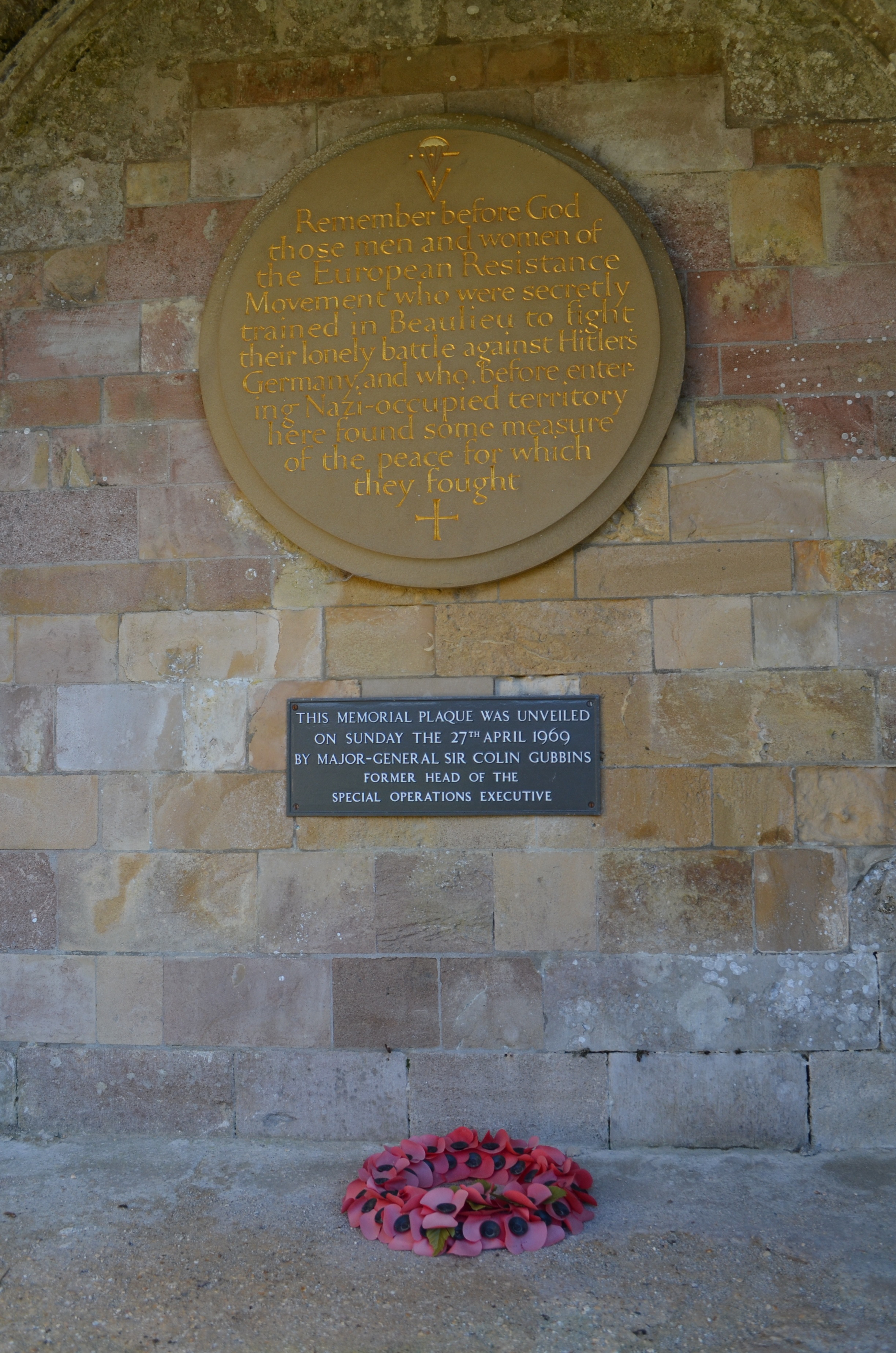
Памятная табличка на аббатстве Бьюли в Хэмпшире, установленная генерал-майором Габбинсом в апреле 1969 года

### Объекты УСО
Штаб-квартира УСО переехала из временных помещений Центрального Лондона 31 октября 1940 года в дом 64 на Бейкер-стрит (оттуда и пошло прозвище членов УСО «Ополченцы Бейкер-стрит»). Управление заняло значительную часть западной части Бейкер-стрит, и эту улицу стали ассоциировать во время войны именно с Управлением. Сама природа зданий оставалась скрытой: в телефонных справочниках они не встречались, переписка с внешними органами подразумевала использование служебных адресов и особых индексов, в том числе и адресов выдуманных компаний или гражданских служб. Так, использовались индексы MO1 (SP) (отделение Военного министерства), NID (Q) (Адмиралтейство) и AI10 (Министерство авиации). В распоряжении УСО было множество учебных, исследовательских, развивающих и административных центров, а поскольку Управление владело огромным количеством загородных домов и поместий, используемых в служебных целях, аббревиатуру SOE на оригинальном языке стали расшифровывать в шутку как «Stately 'omes of England» (с англ. — «Величавые дома Англии»). Объекты, связанные с проведением экспериментов и разработкой оборудования, располагались преимущественно в Хартфордшире и обозначались римскими цифрами.
Главными объектами по разработке оружия и устройств являлись «Ели» (англ. The Firs) — дом MD1 недалеко от города Эйлсбери в Букингемшире — и Станция IX, располагавшаяся в особняке Фрит, бывшей гостинице недалеко от Уэлин-Гарден-Сити. Пользуясь легендой «Межведомственного исследовательского бюро» (англ. Inter Services Research Bureau), управление разрабатывало там радиоприёмники, оружие, взрывчатку и мины-ловушки. В Эстон-хаусе около Стивениджа в Хартфордшире находилась Станция XII, которая также занималась исследованиями, но сконцентрировалась позже на производстве, хранении и распространении новых устройств. В здании гостиницы Thatched Barn у Борхэмвуда располагалась Станция XV, которая занималась разработкой камуфляжной одежды и исследованием связанных эффектов. Различные подстанции в Лондоне и станция XIV у Ройдона (Эссекс) занимались подделкой документов, продовольственных книжек и так далее. Также станция XV и другие станции, связанные с камуфляжем, развивали методы маскировки оружия, взрывчатки или радиостанций в безобидных личных вещах.

### Обучение
Учебные центры и вся собственность, которые использовались отделениями по странам, обозначались арабскими цифрами и были широко распространены. Некоторые из них (такие, как STS 102 в Рамат-Давиде у Хайфы) располагались за границей. Первыми учебными центрами стали загородные дома, такие, как Вонборо-мэнор в Гилфорде. Агенты, которые должны были непосредственно участвовать в стычках, проходили обучение в лагере коммандос в шотландском местечке Арисейг (Инвернессшир), где их учили сражаться как с использованием оружия, так и без него. Преподавателями были Уильям Фейрберн и Эрик Сайкс, бывшие инспекторы Шанхайской муниципальной полиции. Курсы длились пять недель (на первых порах — три недели). Агенты занимались физической подготовкой, осваивали технику бесшумного убийства, владение оружием, взрывное дело, чтение карт, работу с компасом, изучали правила выживания и телеграфную связь (в том числе азбуку Морзе).
Каждая учебная группа проходила своё обучение в разной школе, как требовал того протокол безопасности. Обучение начиналось с пешего перехода по территории Инвернессшира, где были суровые горные климатические условия, и кандидаты в агенты уже к концу пути чувствовали себя физически истощёнными после перехода. Агенты осваивали ножевой бой по разработанной системе боя Ферберна (англ. Fairbairn Fighting System), которую применяли позже при обучении агентов ФБР и ЦРУ, а также обучались стрельбе из пистолетов Colt калибра .38 и .45 и пистолета-пулемёта STEN: на стрельбище они осваивали систему под названием «Двойной щелчок» (англ. Double Tap). Система заключалась в том, что они сначала брали оружие и прицеливались навскидку, а затем опускали оружие и стреляли от бедра, делая минимум два выстрела. Иногда курсанты вынуждены были стрелять по приближающейся к ним мишени, чтобы оттачивать навыки быстрой стрельбы. Обучение взрывному делу велось с применением муляжа взрывчатки, а навыки железнодорожных диверсий оттачивались на Западно-Хайлендской железной дороге: будущие диверсанты должны были уметь не только закладывать взрывчатку, но и подавать сигналы с помощью дыма и после успешной диверсии убегать и прятаться.
В дальнейшем агенты посещали курсы безопасности и специальной технической подготовки в школах группы B в Гэмпшире недалеко от Бьюли. Похожий центр был образован в канадском городе Ошава, где проходили обучение канадские агенты УСО и американские агенты из УСС. В подготовительных школах кандидаты в агенты изучали всё то, что им преподавали в Арисейге, на более глубоком уровне. С июня 1943 года обучение на предварительном этапе подверглось изменениям: отныне в Кранли (графство Суррей) курсантам давали разнообразные задания в течение четырёх суток, уделяя особое внимание психологическим аспектам и личным чертам характеров агентов. В Бьюли сдавались выпускные экзамены по всем изучаемым дисциплинам: в случае провала агента отправляли обратно на переподготовку в Арисейг. Только после окончания всех этих курсов агент приступал к выполнению заданий. При желании агенты могли пройти дополнительно курс прыжков с парашютом в учебных лагерях STS 51 и 51a, находившихся у Олтрингема (Чешир) и на аэродроме Рингвэй (ныне аэропорт Манчестер): курс парашютных прыжков организовывался 1-й учебной парашютной школой королевских ВВС.

## Агенты
Огромное количество представителей всех классов и родов деятельности стали агентами Управления специальных операций. Так, в секции F (отделение по работе во Франции) работали одновременно индийская принцесса Нур Инайят Хан и многие представители рабочего класса (в том числе и уголовные элементы). От агента во многих случаях в первую очередь требовалось глубокое знание той страны, в которой он должен был работать, и свободное владение её языком, если агент легендировался как коренной житель этой страны. Двойное гражданство также было ценным, в основном для выходцев из Франции. В других случаях, особенно на Балканах, это было не так необходимо, поскольку многие группы сопротивления уже на тот момент подняли восстание и подпольное существование было бессмысленным. Тонкое дипломатическое чутьё в сочетании с грубой солдатской службой и было как раз наиболее важным. Некоторые из агентов УСО, служившие в регулярных войсках, проявили себя как отличные дипломаты, в то время как ряд дипломатов, ставших агентами УСО, были призваны в армию только в годы войны (к ним относятся Фицрой Маклин и Кристофер Монтегю Вудхаус).

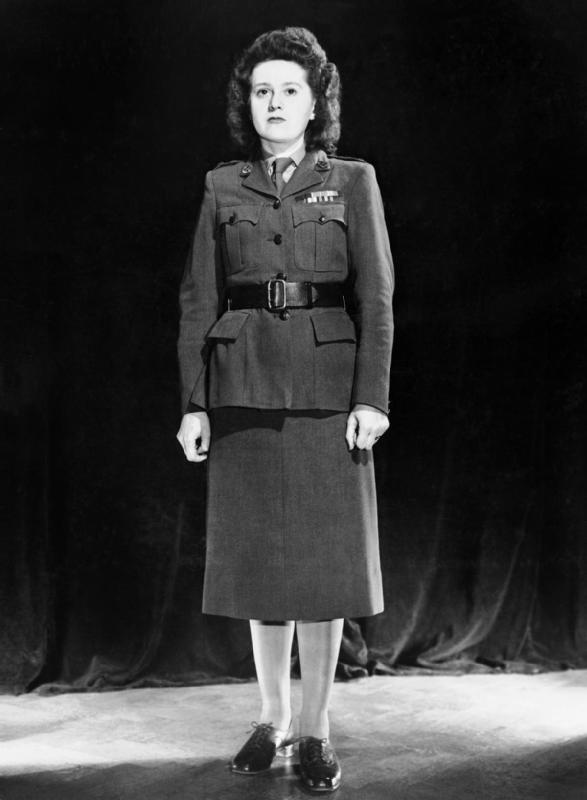
Одетт Мари-Селин Сэнсом (Odette Marie-Céline Sansom), агент Управления специальных операций, одна из участниц французского Сопротивления

Несколько агентов УСО были еврейскими парашютистами в подмандатной Палестине — в основном те, кто бежал от нацистских преследований или антисемитских режимов в странах Европы. 32 из них принимали участие в боях, семеро были схвачены и казнены. Ещё одним ресурсом для агентуры были солдаты вооружённых сил оккупированных стран, которые бежали из плена или покинули страну (в основном это были солдаты армий Норвегии и Нидерландов), в некоторых случаях (в основном французские сторонники Свободной Франции и поляки) агенты были в первую очередь сторонниками правительства в изгнании и сотрудничали с УСО в первую очередь с целью освобождения своей страны и восстановления свергнутой власти. Это приводило зачастую к недопониманию и недоверию со стороны британцев.
Организация должна была не учитывать ни один социальный фактор кандидата, желавшего оказать помощь УСО в борьбе со странами оси. Среди агентов встречались гомосексуалы, уголовники (в основном воры, умевшие вскрывать любые замки), выгнанные из армии за нарушение дисциплины, сторонники коммунистических партий и даже антибританские националисты. Хотя работа с некоторыми из них предусматривала огромные риски, в архивах почти не содержатся свидетельства того, что кто-то из агентов УСО по собственным убеждениям и осознанно перешёл на сторону противника. Единственным подозрительным случаем является дело Анри Дерикура, которого историки подозревают в двойной игре и параллельной работе на СД (неизвестно, осознанно ли он это делал или же по секретным приказам УСО или MI6).
Управление специальных операций стало одной из первых организаций Великобритании, которая задействовала в вооружённых столкновениях и женщин. Изначально женщины-агенты работали курьерами, радистками или занимали административные должности, однако некоторые из них обучались обращению с оружием и рукопашному бою. Некоторые из них служили в Сестринском йоменском корпусе первой медицинской помощи или Женских вспомогательных воздушных силах. Некоторые из агентов, как Перл Уитерингтон, организовали сети сопротивления; другие, как Нэнси Уэйк, Одетта Хэллоус или Виолетта Шабо, были награждены за храбрость в бою (Шабо получила награду посмертно). Из 55 женщин-агентов УСО 13 погибли в боях или были казнены нацистами в концлагерях.

## Средства связи

### Радио

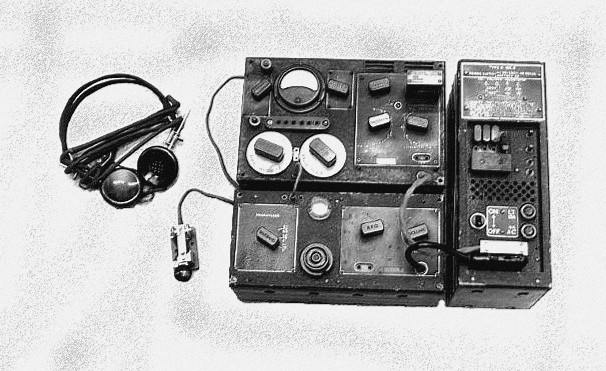
Радиостанция B MK II (также известная как B2)

Многие из сетей сопротивления, созданных УСО, управлялись по радиоканалу из Британии или одной из штаб-квартир УСО. В каждом из «кругов» сопротивления был как минимум один радист, время и место высадок определялось при помощи радиосвязи (за исключением разведывательных миссий, когда агент приземлялся «вслепую» на вражескую территорию). Изначально весь обмен информацией осуществлялся через радиостанцию Секретной разведывательной службы в Блетчли-парке. С 1 июня 1942 года Управление использовало собственные передающие и принимающие станции в деревнях Грендон-Андервуд и Паундон, поскольку их местоположение и топография были сходными. Телетайпы соединяли радиостанции с штаб-квартирой Управления специальных операций на Бейкер-стрит. Операторы Балканского региона работали с радиостанциями Каира.
Успех работы Управления сильно зависел от безопасности радиопередач. Были три фактора, влиявшие на успешные передачи: технические характеристики радиостанций, безопасность процедур передачи сообщений и использование верных шифров. Первые радиостанции Управления предоставлялись Секретной разведывательной службой: они были громоздкими, неудобными и требовали огромное количество электроэнергии. Управление закупило несколько станций меньшего размера у польского правительства в изгнании, но затем принялось разрабатывать собственную радиостанцию, которая получила название Paraset. Автором проекта был подполковник Ф. У. Николс, который сотрудничал с Габбинсом в межвоенные годы. Рация модели A Mk III со всеми батареями и аксессуарами весила 4,1 кг и могла уместиться в портфель, а рация B Mk II (известная как B2) весила целых 15 кг, зато благодаря большей мощности могла передавать сигнал как минимум на 800 км.
Первоначально операции не были защищёнными. Все операторы должны были передавать подробные сообщения на зафиксированных частотах, в определённое время и интервалы. Немецкая радиопеленгация вскоре привела к тому, что многих британских радистов (их называли «пианистами», как и членов Красной капеллы) раскусили: они были захвачены в плен или убиты. Только после нескольких таких неудач британцы усилили меры безопасности, сделав процессы передачи и приёма сообщений более гибкими. Шифры также передавались изначально Секретной разведывательной службой, но затем главный криптограф Управления Лео Маркс занялся разработкой новых шифров на замену уже имевшемуся стихотворному шифру. Управление чаще всего использовало одноразовые шифры, написанные на шёлке: если шифр был скрыт в шёлковой подкладке одежды, поиски были бы существенно затруднены, что давало шёлку преимущество перед бумагой.

### Би-би-си
Свою роль в осуществлении связи с агентами или полевыми группами сыграла и радиовещательная корпорация BBC. Во время войны её вещание осуществлялось почти на всех оккупированных странами оси территориях: даже под угрозой ареста люди слушали британское радио. Би-би-си предусматривала и передачу неких личных сообщений агентам, зашифрованных в строках стихотворений или каких-либо предложениях, на первый взгляд ничего особого не подразумевавших. В этих фразах могло скрываться сообщение о безопасном прибытии агента, о передаче сообщения в Лондон или об инструкциях приступить к той или иной операции. Так, за несколько часов до начала операции «Оверлорд» Би-би-си помогла мобилизовать все группы сопротивления во Франции.

### Прочие способы
В своей полевой деятельности агенты могли пользоваться обычной почтой, однако она работала медленно, не была надёжной, да и письма могли быть перехвачены службами безопасности Германии и её союзников. Агентов учили использовать различные методы, чтобы сделать чернила невидимыми (хотя многие из этих методов могли быть раскрыты немцами) или скрывать зашифрованные сообщения в безобидном тексте. Телефонные разговоры также прослушивались противником, поэтому к телефонной связи можно было прибегать только в крайней необходимости. Наиболее безопасным способом доставки сообщений в полевой деятельности была курьерская служба: на первых этапах войны женщины-агенты выполняли именно курьерские функции, поскольку их вряд ли могли заподозрить в подпольной деятельности.

## Оборудование

### Оружие
К оружию агентов УСО предъявлялось главное требование: оно должно быть простым и совсем не привередливым в обращении. Наиболее распространённым стал пистолет-пулемёт STEN Британской армии. Часто агенты УСО использовали трофейное немецкое и итальянское оружие: значительные партии оружия достались британским агентам после разгрома немецких войск в Италии и Северной Африке, а также как трофеи, захваченные югославскими партизанами у немцев, итальянцев и их пособников-коллаборационистов. Помимо этого, британцы использовали и образцы оружия с глушителем: карабин Де Лизл и пистолет Welrod (последний разработан на Станции IX).
УСО следовало также принципу вооружения партизан и тяжёлым оружием: миномётами и противотанковыми пушками. Их было трудно перевозить, практически невозможно спрятать, но к ним также требовался обученный персонал. Только во второй половине войны, когда у сил Сопротивления уже была надёжная структура, британцы стали передавать тяжёлое оружие: в основном его получали французские партизаны, контролировавшие горный массив Веркор. Образцы ручного пулемёта BREN в больших количествах доставались силам сопротивления.
Многие агенты УСО обучались обращению с оружием противника перед отправкой на вражескую территорию. Основным оружием агентов были пистолеты и револьверы: в основном американского производства, хотя агенты использовали также испанские пистолеты семейства Llama под патрон .38 ACP (с 1944 года) и аргентинские Ballester-Molina под патрон 45-го калибра, также с разрешения США (около 8 тысяч экземпляров). Агенты УСО использовали в качестве холодного оружия боевой кинжал Ферберна-Сайкса (оружие британских коммандос), гарроту и разнообразные небольшие скрытые ножи, которые могли быть спрятаны в каблуке обуви, лацкане плаща или даже обычной перьевой ручке.
В случае, если попадание в руки гестапо было неизбежным, агент должен был проглотить капсулу с ядом, которую тщательно хранил в каком-либо тайнике в своей одежде или личных вещах, хотя были случаи, когда у агентов подобных капсул вовсе не оказывалось. В таких безобидных на первый взгляд вещах, как каблуки обуви, карандаши и ручки, кнопки на плаще, ключи, тюбики с губной помадой и т. д., могли прятаться вещи разных размеров, в том числе и капсулы с ядом.

### Взрывчатка и саботаж

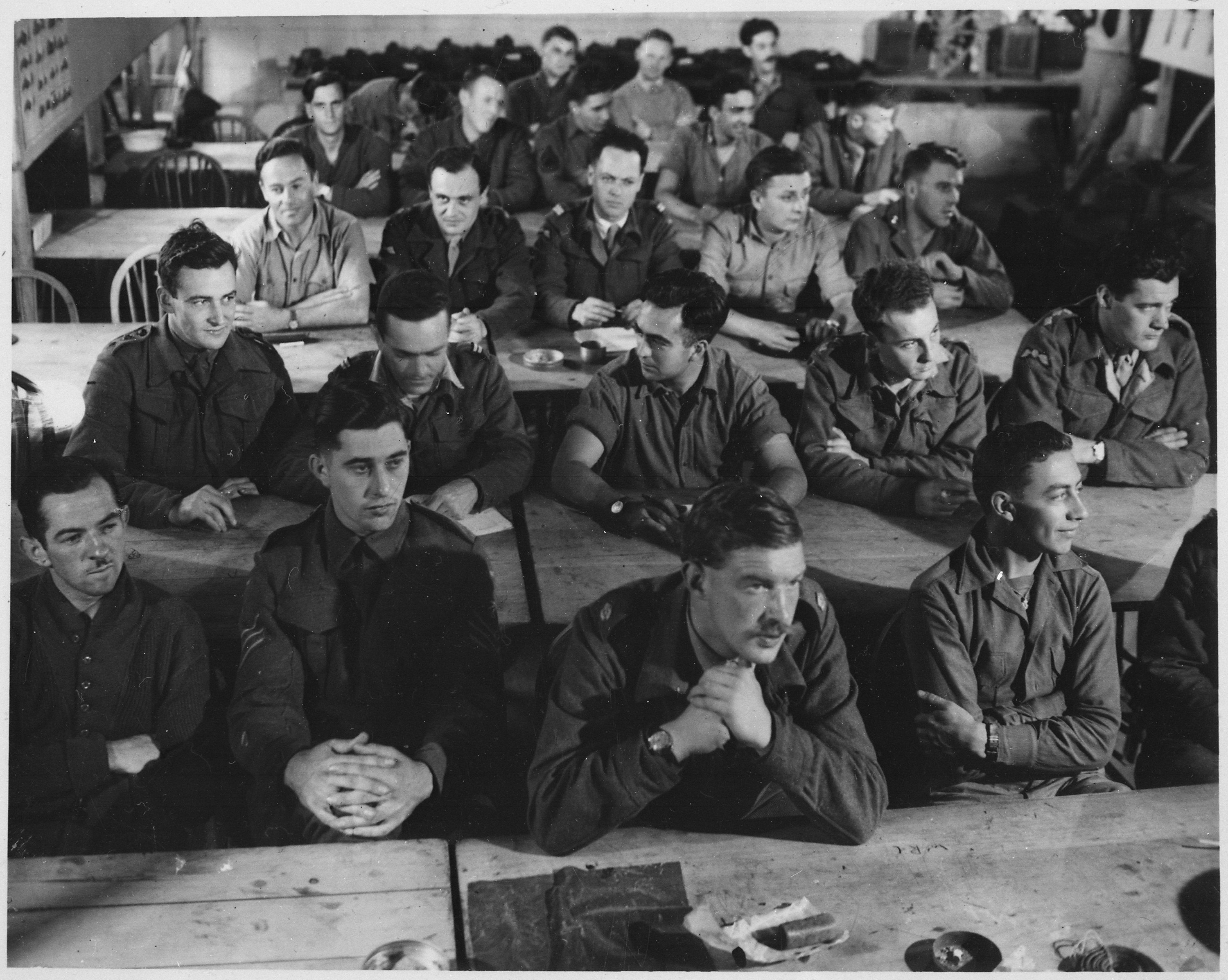
Слушатели курсов по взрывному делу, Милтон-холл, около 1944 года

Управление специальных операций разрабатывало широкий спектр взрывных устройств, к которым относились магнитные мины, кумулятивные снаряды и бомбы с часовым механизмом. Многие из них производились в «Фирсе». Эти же устройства широко использовались и британскими коммандос. Детонаторы с замедлителем давали подрывникам после установки заряда время на побег, поскольку их было проще переносить и устанавливать по сравнению со взрывными устройствами с фитилём или электродетонатором — в холод и в жару. Внутренний пузырёк с кислотой раздавливался, а кислота разъедала удерживающий провод. Позднее был внедрён метод L-задержки: он позволял свинцовому удерживающему проводу «ползти», пока тот не ломался и не подвергался влиянию температуры.
Управление одним из первых стало применять взрывные устройства на основе пластиковой взрывчатки. Пластиковая взрывчатка могла иметь абсолютно любую форму и размер, необходимые для выполнения задания любой сложности по подрыву. Она была достаточно инертной и не взрывалась при выстреле в неё: только мощный детонатор мог заставить её взорваться, поэтому её перевозка и хранение были абсолютно безопасными. Пластиковая взрывчатка использовалась в разных устройствах от автомобильных бомб до взрывающихся крыс, выращенных для уничтожения котлов в котельных.
К другим материалам для диверсий относились и лубриканты, покрытые смазочными материалами и предназначенные для введения в системы масляных транспортных средств, буксов железнодорожных вагонов и т.д. Агенты УСО также использовали зажигательные снаряды, замаскированные под безобидные предметы, скрытую в куче угля взрывчатку для подрыва локомотивов и наземные мины, которые были спрятаны в коровьем или слоновьем навозе. Использование обычной кувалды для проламывания чугунных опор в машинном отделении было также эффективным.
Управлением специальной операции планировалась сеть мероприятий под кодовым названием «Брэддок», в ходе которых над территорией Германии и оккупированных ею стран планировалось сбросить огромное количество контейнеров со снаряжением для партизан и помогающих им людей из Сопротивления: в контейнере, как правило, содержались пистолет (чаще FP-45 Liberator, но мог быть и стандартный пистолет армии или полиции) и какое-то взрывное устройство (чаще зажигательная бомба), которое можно было установить на складе или заводе и подорвать его. На контейнере были инструкции на нескольких языках Европы, в том числе и на русском. Сроки сброса первых таких контейнеров сдвигались из-за изменения военно-политической обстановки в Европе, и только в 1944 году первые подобные контейнеры были сброшены над Германией, однако огромная их часть была обнаружена членами гитлерюгенда и гестапо прежде, чем до них добрались партизаны. В итоге все мероприятия пришлось сократить; 5 апреля 1945 года была сброшена последняя подобная партия, а 3 мая оставшиеся у себя запасы британцы сожгли, предложив «пустить их на фейерверки».

### Подводные лодки
Станция IX разрабатывала миниатюрные подводные лодки. К образцам наступательного вооружения относились подводная лодка «Велман» и моторизованное ныряющее каноэ, которые предназначались для размещения зарядов на вражеских судах, стоящих на якоре. «Велман» использовался один или два раза, но без особого успеха. Ещё одно судно, «Welfreighter», было разработано для доставки оборудования на пляжи и в заливы, но также оказалось бесполезным. Испытания морского транспорта проходили в Западном Уэльсе, в местечке Гудвик около Фишгарда (станция IXa). В конце 1944 года оборудование было перевезено в Австралию и передано Союзному разведывательному бюро для испытания в тропическом климате.

### Прочее
На вооружении агентов Управления специальных операций было и средневековое оружие, например, заграждение типа «чеснок», который можно было использовать для повреждения шин колёсного транспорта или травмирования ног пехотинцев. Управление использовало и арбалеты с резиновой тетивой для стрельбы зажигательными стрелами: приклады изготавливались из металла, а конструкция позволяла легко разобрать и спрятать такое оружие. Были известны два типа: «Большой Джо» (англ. Big Joe) и «Маленький Джо» (англ. Li'l Joe).
Важнейшей секцией УСО была Секция исследований операций и испытаний (англ. Operation Research and Trials Section), образованная в августе 1943 года. Секция выдавала официальные технические задания секциям развития и производства соответствующих типов вооружения: они были связаны не только с разработкой, но и испытанием прототипов оружия. С 1 ноября 1943 по 1 ноября 1944 года были испытаны 78 образцов оружия и иного оборудования. К образцам оружия относились рукавный пистолет, заряды и приклеивающиеся приспособления для саботажа; среди оборудования выделялись водонепроницаемые контейнеры для припасов, сбрасываемые на парашютах, и прибор ночного видения (лёгкий бинокль с пластиковыми линзами). По итогам испытаний 47% испытанных устройств были приняты на вооружение без доработок либо с незначительными доработками, 31% — после значительных доработок, 22% были забракованы.
Однако ещё до этого были разработаны множество полезных устройств и предметов для агентуры УСО, среди которых выделялись взрывающиеся ручки (мощность взрыва могла и вовсе проделать дыру в теле человека) и стреляющие сигары (нет данных об их использовании). Ещё одной разработкой Станции IX стал складной мопед Welbike, используемый парашютистами, однако он был слишком шумный и подозрительный, использовал дефицитный бензин и плохо двигался по неровной поверхности.

## Транспорт
Передвигаться по общим дорогам континентальной Европы было просто невозможно. Хотя в некоторых случаях можно было пересечь границы нейтральных стран (Испания или Швеция), путь был долгим и медленным, к тому же вопросы о нейтралитете этих стран во время войны оставались открытыми. Следовательно, агентам УСО приходилось использовать собственный воздушный и морской транспорт для отправки агентов, вооружения и оборудования. На Станции IX большую часть транспорта разработал инженер Джон Долфин.

### Воздушный
Поскольку у УСО не было собственных самолётов, Управление могло полагаться на самолёты королевских военно-воздушных сил Великобритании, из-за чего с самого начала своего образования постоянно спорило с представителями ВВС. В январе 1941 года состоялась попытка десантирования французских агентов УСО (операция «Саванна») с целью ликвидации как можно большего числа членов экипажей Kampfgeschwader 100 около города Ван. Высадка оказалась под угрозой из-за вмешательства вице-маршала ВВС Чарлза Портала, который называл подобных парашютистов убийцами. Хотя вскоре Портал изменил своё мнение, высадка сорвалась. С 1942 года, когда Командование бомбардировщиков королевских ВВС возглавил Артур Харрис, он выступал последовательно против использования бомбардировщиков в целях УСО или каких-либо иных целях, не связанных с бомбардировкой городов.
Первыми самолётами, поступившими на вооружение УСО, стали два бомбардировщика Armstrong Whitworth Whitley из 419-го крыла королевских ВВС, образованного в сентябре 1940 года. В 1941 году крыло стало 138-й эскадрильей, а в феврале 1942 года самолёты были переданы 161-й эскадрилье. 161-я эскадрилья организовывала десантирование агентов и их эвакуацию, а 138-я поставляла оружие и припасы. Крыло «C» из 138-й эскадрильи позднее было преобразовано в 1368-е крыло польских ВВС, которое вошло в состав 624-й эскадрильи бомбардировщиков Halifax, которая занималась отправкой агентов через Средиземноморье. В конце войны в составе военно-воздушных сил Армии США действовали несколько эскадрилий Douglas C-47 Skytrain в районе Средиземноморья, но операциями УСО уже руководила Аэродромная служба Балканских ВВС (англ. Balkan Air Terminal Service). Ещё три эскадрильи особого назначения (англ. Special Duties squadrons) действовали на Дальнем Востоке.

#### Авиабаза Темпсфорд
138-я и 161-я эскадрильи располагались на авиабазе Темпсфорд в Бедфордшире, хотя 161-я эскадрилья часто перебиралась на располагавшуюся ближе к побережью авиабазу Тангмер, чтобы сократить продолжительность полётов. Аэродром Темпсфорд стал самой секретной базой британских ВВС, который был замаскирован под обычную ферму, коттедж которой использовался Управлением специальных операций в качестве штаба. Агенты УСО прибывали в местную гостиницу, а затем на пароме отправлялись к зданию, известному как «Ферма Гибралтар» и располагавшемуся в пределах внешней дороги аэродрома. После инструктажа и всех проверок агентам выдавали оружие в сарае и отправляли их для ожидания самолёта.
Первой задачей эскадрилей была доставка агентов во Францию, которые должны были отыскать подходящие аэродромы. Большую часть этих агентов составляли уроженцы Франции, которые служили во французских ВВС. Как только агент прибывал на место и выбирал несколько аэродромов, 161-я эскадрилья сбрасывала агентуру УСО и их связных, а также радиооборудование и вооружение. Также эскадрилья эвакуировала французское политическое руководство, лидеров Сопротивления и их семьи, вооружённых солдат в Британию. Две эскадрильи доставили за годы войны 101 агента во Францию и эвакуировали 128 агентов, дипломатов и лётчиков из Франции.

#### 161-я эскадрилья

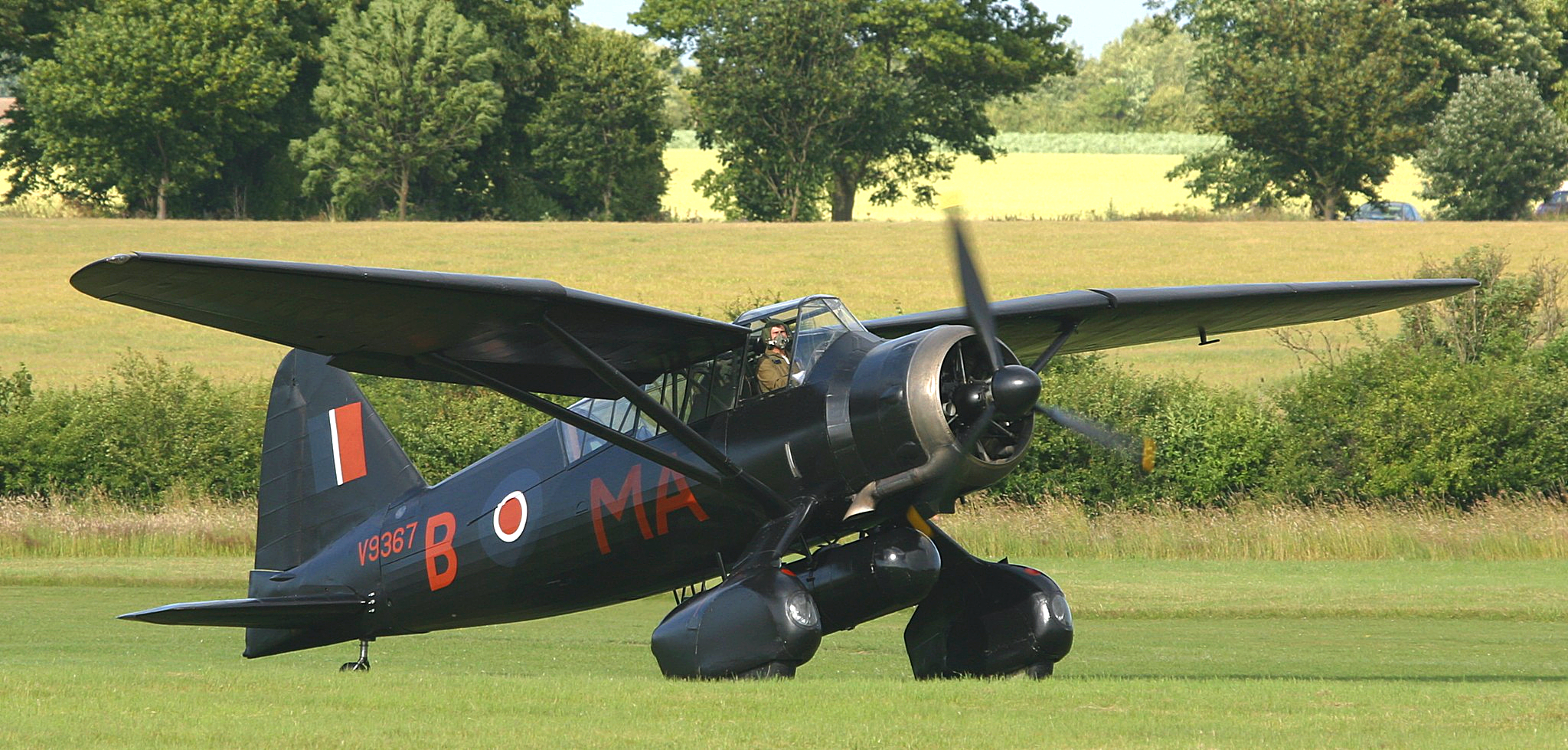
Самолёт Westland Lysander Mk III (SD), использовавшийся для специальных миссий во Франции

Основным самолётом 161-й эскадрильи был разведывательный самолёт Westland Lysander. При движении на низкой скорости самолётом было легко управлять, а для приземления ему хватало ВПП длиной 370 м. Он мог перевозить до трёх человек, размещавшихся в задней части самолёта, и припасы под фюзеляжем. Пилот вынужден был лететь по правилам визуальных полётов, то есть делать приблизительные подсчёты и использовать видимые ориентиры. Следовательно, все полёты он мог совершать только ночью и только при полной луне, но даже тогда миссиям могла помешать плохая погода. Опасность была также в том, что лётчик мог столкнуться с немецкими ночными истребителями, а на месте возможного приземления могли быть как бойцы Сопротивления, так и полицаи.
Командир эскадрильи Хью Верити описывал полёт одного такого «Лисандера» во Францию следующим образом. Как только самолёт достигал аэродрома, находившийся на земле агент давал сигнал лётчику, передавая зашифрованное азбукой Морзе сообщение, а тот должен был отправить соответствующее обратное сообщение. Затем агент и его люди отмечали аэродром, зажигая три посадочных фонаря на шестах. Фонарь «А» находился у основания взлётно-посадочной полосы, в 150 метрах от него располагался фонарь «B», а в 50 м справа от фонаря «B» находился фонарь «C» — так, что их расположение напоминало букву «L». После передачи ответного сообщения пилот сажал самолёт, после чего отправлялся к фонарю «A». Пассажиры спускались по неподвижной лестнице на землю, особенно когда пилот делал медленный разворот. Перед отправлением сначала укладывался весь багаж, а уже потом пассажиры забирались на борт самолёта по лестнице. Вся процедура посадки занимала 3 минуты.
Дальность полёта бомбардировщика и разведывательного самолёта Lockheed Hudson составляла 320 км, он мог перевозить от 10 человек, но длина ВПП для него была в два раза больше, чем для «Лисандера». На борту «Хадсона» были навигационные приборы, упрощавшие управление самолётом и снижавшие нагрузку на пилота: среди оборудования выделялся приёмник «Ребекка». Чарльз Пикард и Хью Верити предложили использовать эти самолёты в нуждах УСО и 161-й эскадрильи лично. Скорость сваливания «Хадсона», по оценкам Пикарда, была меньше на 20 миль в час, чем было указано в руководстве. Впервые «Локхид Хадсон» совершил вылет в составе 161-й эскадрильи 13 января 1943 года: до этого в рамках эксперимента эскадрилья отправляла по два «Лисандера» для доставки одной и той же партии груза, какую мог доставить за один рейс «Хадсон».

#### 138-я эскадрилья и подразделения особого назначения
Первичной целью 138-й эскадрильи была доставка оборудования и сброс агентов на парашютах. Эскадрилья использовала различные бомбардировщики с дополнительными топливными баками и средствами для маскировки выхлопных газов. До ноября 1942 года использовались бомбардировщики Armstrong Whitworth Whitley, затем им на смену пришли Handley Page Halifax и Short Stirling. «Стирлинг» обладал большой грузоподъёмностью, зато «Галифакс» отличался максимальной дальностью полёта: так, находившиеся на аэродромах «Галифаксы» могли добраться и до Восточной Польши. К концу войны подразделения особого назначения Королевских ВВС использовали бомбардировщики большой дальности Consolidated B-24 Liberator.
Все припасы сбрасывались на парашютах в цилиндрических контейнерах. Контейнер типа «C» был длиной 180 см, в него вмещался груз массой до 102 кг. Контейнер типа «H» имел те же размеры, но мог разбиваться на пяти маленьких секций, что позволяло легко прятать и переносить его содержимое, но не позволяло туда складывать винтовки, которые были слишком большими для таких контейнеров. Некоторые вещи — обувь и одеяла — сбрасывались без парашюта прямо с самолёта, что создавало риск того, что их может подобрать с земли кто угодно.

#### Размещение и сокрытие оборудования
Оборудование агентов УСО позволяло вести самолёт прямо к взлётно-посадочным полосам или зонам для приземления парашютистов и сброски грузов. Эти места отмечались кострами или велосипедными лампами, но для их разметки необходима была хорошая видимость, так как пилот и штурман самолёта должны были не только заметить сигналы на земле, но и правильно соориентироваться в соответствии с ориентирами на земле. Многие высадки и сбросы грузов были сорваны из-за плохой погоды, поэтому с целью предотвращения подобных инцидентов или сведения их к минимуму на вооружение УСО и воздушно-десантных сил западных союзников поступили транспондирующие радары классов «Ребекка» / «Эврика», которые позволяли отыскать необходимые координаты экипажу самолёта типа «Локхид Хадсон» или больших размеров даже в плохую погоду. Однако агентам и партизанам было достаточно трудно управлять и переносить оборудование для радара. УСО разработало также устройство под названием S-Phone, которое позволяло пилоту и радисту вести радиопереговоры. Качество связи и звука было достаточно хорошим для распознавания голоса, поэтому миссию легко можно было отменить в случае малейших сомнений в личности агента.

### Морской
Отношения Управления с ВМФ Великобритании также были сложными: флот не хотел разрешать агентуре использовать подводные лодки или торпедные катера для доставки агентов и оборудования на континентальную Европу. Использовать подводные лодки было рискованным делом в связи с наличием мощных береговых укреплений у немцев, к тому же на них можно было перевозить очень небольшое число агентов, притом в крайне некомфортных условиях. Груз с подводной лодки на берег приходилось доставлять только на небольших лодках, которые также было трудно пронести. Тем не менее, подводные лодки использовались УСО в Индийском океане, где расстояния не позволяли использовать какое-либо судно меньших размеров.
В самом начале войны Управление использовало рыболовецкие суда и байдарки, которые не могли вызывать каких-либо подозрений и при этом перевезти большое количество припасов. Ещё одним преимуществом подобных лодок было то, что они не подчинялись Адмиралтейству. Однако первая же группа малых кораблей УСО, базировавшаяся в гавани реки Хелфорд, была раскритикована Секретной разведывательной службой, у которой недалеко базировалась точно такая же флотилия. Весной 1943 года Адмиралтейство учредило должность Заместителя директора по операциям (временным), которому и подчинялись подобные частные флоты — изначально им стал бывший командующий флотилией Секретной разведывательной службы, но затем его сменил другой человек, который лучше координировал действия с флотилией УСО. В общем и целом, несмотря на отправку силами Управления специальных операций, Секретной разведывательной службы и MI9 нескольких дюжин агентов, а также эвакуацию беженцев и пленных лётчиков, переправить огромное количество оружия и оборудования на континентальную Европу в хорошо укреплённые районы было попросту невозможным вплоть до высадки союзников во Франции и последующего освобождения страны.
После вторжения немцев в Норвегию многие норвежские рыбаки и моряки торгового флота ушли в Великобританию: некоторых из них завербовало Управление для установления постоянной связи с Норвегией. Рыболовецкие суда выходили с базы на Шетландских островах, что привело к образованию своеобразного маршрута под названием «Шетландский автобус». Экипаж одного такого судна даже произвёл отважную, но неудачную атаку под кодовым названием «Тайтл» на линкор «Тирпиц». Одноимённая сеть Сопротивления действовала также в Дании и нейтральной Швеции: агенты отправлялись в эти страны с восточного побережья Великобритании. Недостаток сети был в том, что летом (в разгар полярного дня) было невозможно проводить операции, поскольку в таком случае «рыбаков» бы обнаружили немецкие самолёты. Ближе к концу войны «Шетландскому автобусу» предоставили три охотника за подводными лодками для продолжения миссий; Управление специальных операций получило несколько артиллерийских и торпедных катеров для Хелфордской флотилии.
Также Управление использовало для плавания парусные суда: арабские фелуки, откуда агенты ходили на юг Франции и на Корсику, и турецкие каики для плавания по Эгейскому морю.

## Операции

### Франция

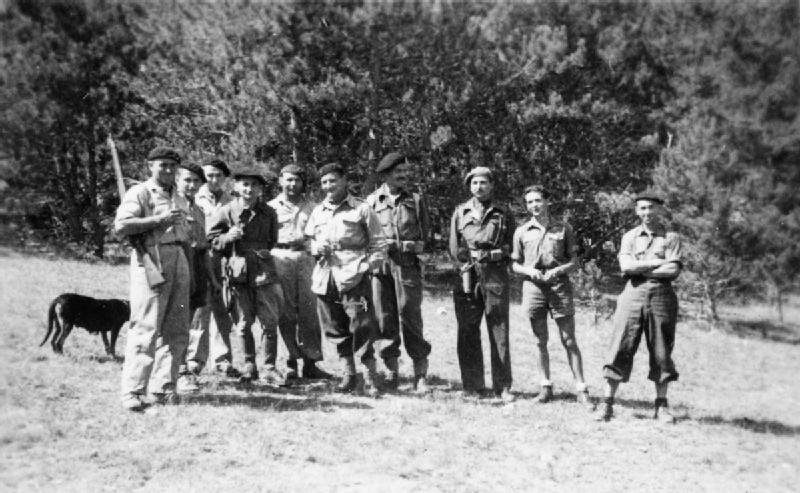
Французские партизаны в департаменте Верхняя Савойя в августе 1944 года вместе с офицерами УСО (третий и четвёртый слева)

Во Франции Управление специальных операций образовало две секции: секция «F» подчинялась непосредственно Управлению в Лондоне (в её рядах были англичане), секция «RF» подчинялась правительству  Шарля де Голля и организации «Сражающаяся Франция» (в её рядах были французы). Были также две маленькие секции: «EU/P» (поляки во Франции) и «DF» (отвечала за подготовку маршрутов эвакуации). В конце 1942 года появилась ещё одна секция «AMF» со штабом в Алжире, отвечавшая за юг Франции.
Жорж Беге стал первым агентом УСО, попавшим во Францию: он высадился 5 мая 1941 года, установив радиосвязь и начав переброску агентуры Управления во Францию. К августу 1944 года стараниями Жоржа более 400 агентов из секции F прибыли во Францию. Первой женщиной-агентом, которая была направлена во Францию, стала Андре Боррель, прибывшая 24 сентября 1942 года. Все агенты УСО во Франции работали инструкторами по обращению с оружием и проведению саботажей, курьерами, организаторами сетей сопротивления, радистами и связными. Примерно столько же агентов отправились благодаря сети RF, а сеть AMF отправила всего 600 агентов (с учётом тех, кто не принадлежал прямо УСО). Секции EU/P и DF отправили около дюжины агентов каждая.
Судьба многих агентов сложилась трагически: ряд сетей были раскрыты, и многие агенты были захвачены в плен или убиты. В частности, 5 февраля 1945 года в концлагере Равенсбрюк в газовой камере были расстреляны женщины-агенты Сесили Лефор, Дениз Блох, Виолетта Шабо и Лилиан Рольф, а их трупы сожгли. По неподтверждённым данным, их расстрелял штурмбанфюрер СС Хорст Копков. Долгое время в сеть «Проспер», которую раскрыли немцы, британцы продолжали отправлять своих агентов, не зная о случившемся. В случившихся бедах британцы обвиняли руководителя секции F Мориса Бакмастера.
В июне 1944 года ещё три группы агентов были отправлены во Францию для помощи союзникам и партизанам в рамках операции «Джедборо». Всего прибыло 100 человек, было доставлено 6 тонн груза (ещё 4 тонны были сброшены в годы войны перед операцией «Оверлорд»). В то же время все секции, действовавшие во Франции (кроме EU/P), были переподчинены штабу Французских внутренних сил. Для подготовки всех отрядов французских «маки» пришлось потратить много недель перед высадкой в Нормандии, однако результаты превзошли ожидания Габбинса: он убедился, что тщательно спланированный саботаж может подорвать структуру даже самой мощной армии. Личный состав штаба Союзных экспедиционных сил и генерал Дуайт Эйзенхауэр заявили, что операция «Джедборо» нарушила коммуникации немецких войск, которые двигались в Нормандию, и не позволила Гитлеру нанести ответный удар по союзным войскам в решающие часы операции «Оверлорд». Люди Эйзенхауэра особенно похвалили Томаса Макферсона и двух его помощников, а также отметили выдающийся пример деятельности разведки — выведение из игры 2-й танковой дивизии СС «Рейх», что сыграло важную роль в победе союзников.

### Польша

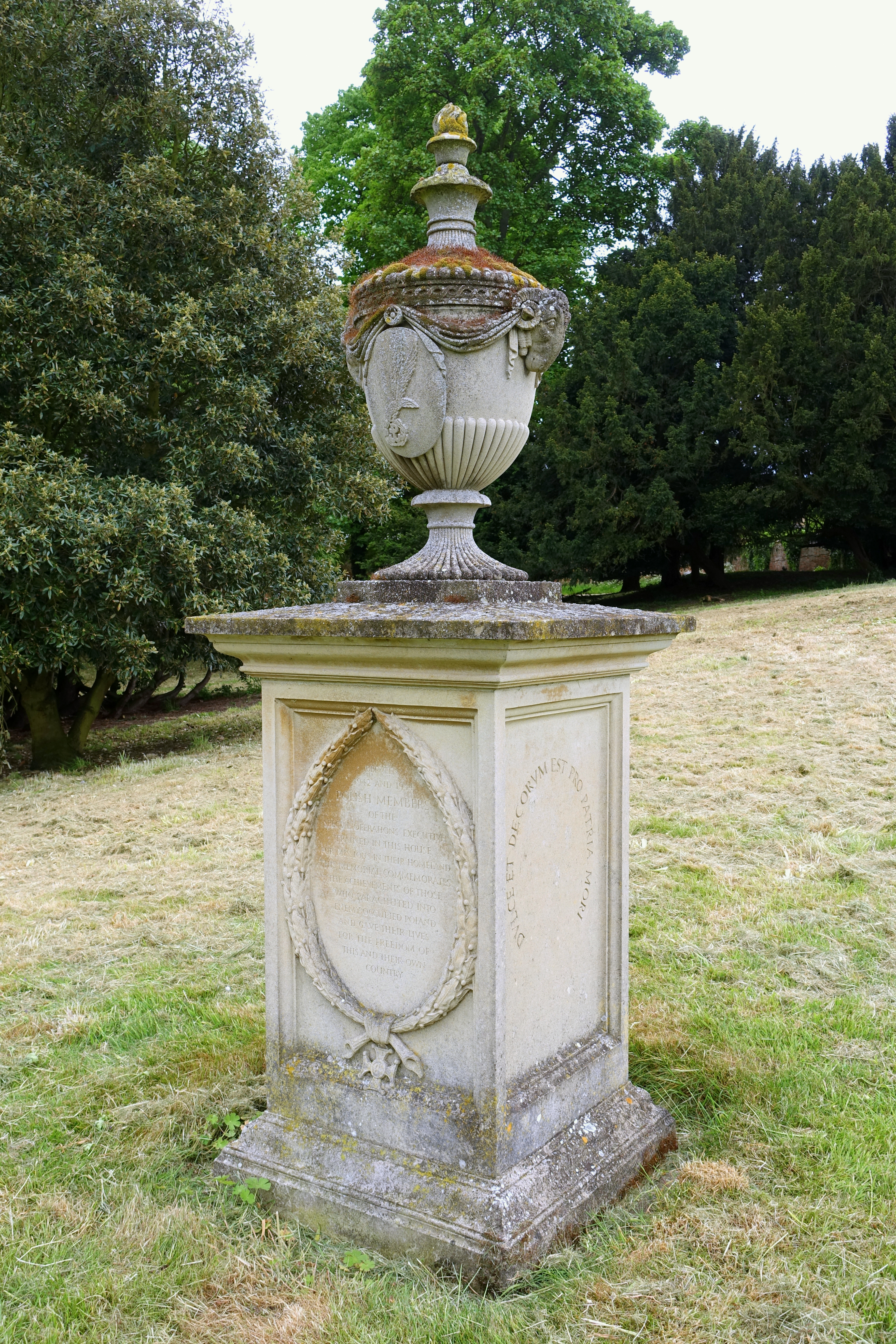
Памятник польским агентам Управления специальных операций, Одли-Энд-хаус

Управлению специальных операций не нужно было мотивировать дополнительно поляков для помощи Великобритании, поскольку подавляющая часть этнических поляков наотрез отказалась сотрудничать с нацистами. В самом начале войны поляками была создана подпольная Армия Крайова, которой руководило подпольное лояльное западным союзникам правительство — так называемое Польское подпольное государство. Но, тем не менее, поляки всё же активно сотрудничали с Управлением специальных операций: очень много поляков стали агентами УСО. Управление помогало польскому правительству в изгнании, предоставляя учебные площадки и логистическую поддержку для отряда особого назначения «Тихотёмные», насчитывавшего 605 человек. Штабом Тихотёмных был Одли-Энд-хаус в Эссексе, где они тренировались до изнеможения, чтобы готовиться к высадке в оккупированной Польше. Поскольку лететь до Польши было далеко, в операциях было решено задействовать самолёты с дополнительными топливными баками (как в операции «Мост III»). Участница операции Сью Райдер в знак заслуг перед польским сопротивлением получила титул баронессы Варшавской.
Член Секретной разведывательной службы Кристина Скарбек (она же Кристина Гранвилль) была одним из сооснователей Управления специальных операций и помогла образовать ячейку польских разведчиков в Центральной Европе. Она руководила несколькими операциями в Польше, Египте, Венгрии (с Анджеем Коверским) и Франции, пользуясь помощью польской общины за рубежом как отличной антинацистской сети. Ещё двое агентов, Эльжбета Завацкая и Ян Новак-Езёраньский организовали маршрут для курьеров через Гибралтар; некий польский агент участвовал в разработке операции «Фоксли» по ликвидации Гитлера. Однако поляки несли и свои потери: агент Мацей Каленкевич («Котвич»), сброшенный на парашюте в оккупированную Польшу, был арестован советскими властями за антисоветскую пропаганду и ярую поддержку Армии Крайовой, за что и был казнён. Другой польский разведчик, Эдмунд Харашкевич, который предоставлял ценную информацию руководителю УСО Колину Габбинсу, собственно агентом Управления так и не стал, отказавшись от финансовой помощи со стороны Габбинса.
Благодаря сотрудничеству Управления с Армией Крайовой поляки первыми стали передавать информацию союзникам о Холокосте: первые данные поступили в июне 1942 года в Лондон. Витольд Пилецкий предлагал Управлению организовать нападение на концлагерь Освенцим и освободить пленных, но британцы отвергли этот план. Тем не менее, от поляков британцы получили ценные сведения о разработке ракет V-2, перемещению немецких войск на Восточном фронте и депортациям польских граждан в СССР. А в разгар Варшавского восстания повстанцам стали оказывать помощью королевские ВВС, совершая регулярные перелёты на территорию Польши. К несчастью, британцы не смогли предотвратить подавление восстания, в ходе которого немцами были убиты 200 тысяч польских мирных граждан. Армия Крайова обвиняла советские войска в провале восстания, поскольку те якобы не оказали помощи восставшим, к тому же британцам запретили садиться на советские аэродромы под Варшавой даже в крайних случаях. В некоторых источниках утверждается, что советские войска якобы даже обстреливали нарушавших эти приказы британских лётчиков.

### Германия
В связи с угрозой постоянного раскрытия и невозможности найти с первого взгляда противников нацистского режима в Германию почти не забрасывались агенты УСО. Немецкой и австрийской секциями руководил подполковник Рональд Торнли, который занимался по большому счёту очерняющей пропагандой и административным саботажем при поддержке «немецкой» секции Управления политической войны. После высадки в Нормандии секцию реорганизовали, а место Торнли занял генерал-майор Джеральд Темплер (Торнли стал его заместителем).
Британцы планировали несколько крупных операций: «Фоксли» по ликвидации Гитлера и «Перивиг» по развязыванию массовых антинацистских выступлений в Германии. Операция «Фоксли» так и не была претворена в жизнь, а вот план «Перивиг» становился всё более реальным, несмотря на строгие запреты со стороны Секретной разведывательной службы и Главного командования союзных сил. Несколько немецких военнопленных были обучены как агенты: им поручили вступить в контакт с Сопротивлением и провести серию диверсий. Их сбросили над Германией в надежде на то, что они внедрятся в гестапо и сообщат им дезинформацию. В Германию отправлялись специально закодированные фальшивые сообщения. К несчастью, и кодовые книги, и принадлежности агентов, и всё радиооборудование попало в руки немецкой контрразведки.

### Нидерланды
Секция «N» руководила деятельностью УСО в Нидерландах, но именно там Управление потерпело самое крупное поражение за годы войны: многие агенты были перехвачены немцами и погибли от их рук, а весь сброшенный им материал немцы конфисковали. Это произошло в рамках радиоигры под кодовым названием «Englandspiel», известной и как операция «Северный полюс». По непонятным причинам Управление проигнорировало отсутствие проверок безопасности в радиопередачах и предупреждения своего главного криптографа Лео Маркса о том, что немцы перехватили управление над предполагаемыми сетями сопротивления и отправляют ложные радиосообщения. 50 агентов были брошены в лагерь Хаарен на юге Нидерландов, и из них только пятеро спаслись от смерти.
Двое агентов — Питер Дурлейн и Бен Уббинк — сбежали 29 августа 1943 года и укрылись в Швейцарии. Оттуда посольство Нидерландов отправило в Великобританию закодированное сообщение о том, что вся структура УСО в Нидерландах раскрыта немцами. Всего же из 59 отправленных агентов за годы войны 54 были пойманы и погибли в концлагере Маутхаузен. Историками рассматриваются и альтернативные версии причин провала британской разведки: по одной из них, британцы отправляли агентов на смерть, только что бы не позволить немцам догадаться о планирующемся открытии второго фронта во Франции; по другой, в английских спецслужбах оказался как минимум один «крот», работавший на немцев и выдававший им всю информацию о британской резидентуре в Нидерландах.
Управление срочно создало новые сети, которые действовали вплоть до освобождения Нидерландов. С сентября 1944 по апрель 1945 годов восемь команд «Джедборо» действовали в Нидерландах: первая из них, отряд «Дадли», была десантирована на востоке страны за неделю до начала операции «Маркет Гарден»; ещё четыре были прикомандированы к воздушно-десантным формированиям, участвовавшим в самой операции. После провала десанта одна команда «Джедборо» собрала отряд партизан на освобождённом юге Нидерландов. Ещё две команды прибыли в апреле 1945 года: одна из них под кодовым названием «Гэмблинг» представляла собой группу оперативников Управления специальных операций и Особой воздушной службы, которая была сброшена в центр страны для оказания помощи войскам. Последняя высадилась на севере страны в рамках операции Особой воздушной службы «Амхерст». Все команды в целом справились с заданиями.

### Бельгия
Операциями Управления в Бельгии заведовала секция «T», создавшая несколько эффективных сетей. Частично ими заправлял бывший дизайнер одежды, дослужившийся до звания подполковника Харди Эмис. Эмис использовал наименования модных аксессуаров в качестве кодовых слов, управляя при этом одними из самых беспощадных и кровожадных агентов УСО. Тем не менее, само Сопротивление в Бельгии столкнулось с серьёзной проблемой: беглый лётчик канадских ВВС Проспер Дезиттер внедрился в ряды Сопротивления и сдал огромное количество партизан и сбитых союзных лётчиков гестаповцам.
После высадки в Нормандии британские войска освободили меньше чем за неделю всю территорию Бельгии, даже не дав партизанам времени начать открытое восстание. Сопротивление помогало британцам проходить немецкий тыл, что сыграло важную роль в захвате доков Антверпена (окончательное их освобождение состоялось только после битвы на Шельде). После освобождения Брюсселя Эмис организовал фотосессию для журнала Vogue в Бельгии, чем возмутил своё начальство. Тем не менее, в 1946 году его посвятили в рыцари в Бельгии за службу в рядах Управления специальных операций и наградили орденом Короны IV степени (офицерской).

### Италия
До капитуляции Италии Управление специальных операций не добивалось никаких серьёзных успехов, поскольку это было вражеское государство с непоколебимой властью Национальной фашистской партии. Активность УСО усилилась после формального роспуска правительства Бенито Муссолини и освобождения союзниками Сицилии. В апреле 1941 года в ходе операции «Як» Питер Флеминг попытался перевербовать кого-нибудь из нескольких тысяч итальянских военнопленных, попавших в британский плен после кампании в Ливийской пустыне, но не получил никакого ответа. Аналогично бесплодными оказались попытки завербовать итальянских эмигрантов Великобритании, США или Канады.
Первые три года войны не запомнились ничем для УСО, кроме попытки поднятия антифашистского восстания в Сардинии, которую пресёк на корню Форин-офис. После капитуляции Италии отделение Управления, переименованное в 1-е силы специального назначения (англ. No. 1 Special Force), организовало сеть сопротивления в крупных городах Северной Италии и Альпийского региона. В течение осени и зимы 1944 года итальянские партизаны донимали немцев в Северной Италии, а весной 1945 года в разгар Северо-Итальянской операции без помощи союзников отбили Геную и ряд крупных городов Италии. УСО помогало итальянскому сопротивлению, отправляя британских агентов в помощь партизанским отрядам и поставляя припасы и снаряжение вне зависимости от того, каких политических убеждений придерживались партизаны (в том числе помощь оказывалась и Гарибальдийским бригадам)..
В конце 1943 года Управление создало базу в Бари, откуда агенты отправлялись на Балканский полуостров. Эта организация получила кодовое название «Отряд 133» (англ. Force 133), переименованный затем в «Отряд 266» (англ. Force 266), сохранив номер 133 за штабом в Каире. Перелёты из Бриндизи совершались на Балканы и в Польшу с личного разрешения Габбинса. Недалеко от авиабазы Бриндизи была построена станция для хранения груза, который сбрасывался на парашютах. Там же находилась фабрика ME 54, на которой работали американцы из Управления стратегических служб: их ячейка на фабрике называлась «Райский уголок» (англ. Paradise Camp).
Управление специальных операций продолжало свою деятельность в Италии вплоть до захвата Бенито Муссолини в плен и его расстрела. В ночь с 27 на 28 апреля 1945 года в Роветте были расстреляны 43 солдата 1-й штурмовой дивизии «M», лояльной Итальянской Социальной Республике. Солдаты были захвачены в плен в школе партизанами 53-й гарибальдийской бригады «Тредичи Мартири» и бригады «Зелёное пламя», после чего выведены на кладбище и расстреляны. Среди убитых был Джузеппе Манчини, 20-летний племянник Бенито Муссолини. В послевоенные годы выяснилось, что приказ о расстреле отдал Паоло Подуе, агент УСО и капитан Разведывательного корпуса Вооружённых сил Великобритании, сброшенный в апреле 1945 года у Пиццо-Формико.

### Югославия
Югославская операция вермахта закончилась развалом Королевства Югославии и образованием ряда марионеточных государств, наиболее крупным из которых было Независимое государство Хорватия, где установился режим усташей во главе с Анте Павеличем. На территории разрушенной Югославии сформировались два движения Сопротивления: Югославские войска на родине Дражи Михаиловича (четники, сторонники монархии) и Народно-освободительная армия Югославии Иосипа Броза Тито (коммунисты, сторонники республики). Михаилович первым установил контакт с союзниками, и 20 сентября 1941 года Дуэйн Хадсон встретился с четниками. По ходу войны партизанскому антифашистскому движению титовцев помогал Бэзил Дэвидсон, прибывший в Югославию из Венгрии в апреле 1941 года. Хадсон также оказывал поддержку и партизанам Тито, однако, по словам Бэзила Дэвидсона, британцы отправляли разведчиков в поддержку коммунистам Тито с большой неохотой.
Изначально правительство Югославии в изгнании поддерживало четников, однако после участившегося поступления сообщений о сотрудничестве четников с итальянцами и нацистами и логичного уклонения от борьбы против оккупантов британцы стали поддерживать партизан (ещё до наступления Тегеранской конференции 1943 года). Деятельность УСО в Югославии оценивается неоднозначно в связи с тем, что руководство УСО, высшее военное командование Великобритании и правительство вместе с королём не поддерживали левые идеологические течения, хотя поддержка обеих фракций британцами сыграла некую роль в становлении «нейтрального» статуса Югославии во время Холодной войны. Ветераны УСО писали, что партизаны были настроены бороться до конца и вне зависимости от того, прекратилась бы поддержка британцами четников или нет, смогли бы одержать победу.

### Венгрия
С 1939 года Бэзил Дэвидсон как сотрудник Секретной разведывательной службы сообщал информацию британцам о действиях правительства Миклоша Хорти, давая британской разведке пищу для размышлений по поводу организации возможного антифашистского сопротивления в Венгрии. Однако в апреле 1941 года он бежал в Югославию, где и занялся оказанием помощи четникам и титовским партизанам. В дальнейшем УСО пыталось установить какие-то контакты в Венгрии с Сопротивлением усилиями Джона Гордона Коутса (англ. John Gordon Coates), завербованного лейтенанта Канадской армии венгерского происхождения Джо Гелленя (англ. Joe Gelleny), он же Джо Гордон (англ. Joe Gordon), и беглеца Ласло Верешша (венг. Veress László), покинувшего Венгрию ещё до начала войны и вышедшего на связь с британцами. Переговоры в феврале 1943 года в Стамбуле между британскими военными и венгерскими политиками внушили британцам мысль, что в случае разрыва Венгрией союза с Германией все венгерские политические партии, кроме фашистов из «Скрещенных стрел», поддержат идею о создании демократического правительства в стране и перехода на сторону союзников. В июне 1943 года британцы выяснили намерения венгров немедленно сдаться в случае вступления англо-американских войск на территорию страны прежде, чем это сделают русские. Однако 19 марта 1944 года переворот в стране и пришествие к власти Ференца Салаши спутали карты британцам и не позволили ничего толкового в будущем провести на территории Венгрии из операций.
В Венгрию забрасывались подданные Великобритании, имевшие венгерские корни. Уже 9 апреля 1944 года в Северной Венгрии с парашютом успешно приземлился один из радистов, но как остальные группы либо так и не направились в Венгрию, либо были перехвачены немцами. 4 июня канадец Густав Бодо (англ. Gustave Bodo), он же Гас Бертрам (англ. Gus Bertram), успешно прибыл в Северную Югославию, где вышел на связь с партизанскими отрядами Тито, а оттуда 24 июля прибыл к городу Печ и укрылся в одной из деревень. В одной связке с Бодо работали лейтенант Майк Турк (англ. Mike Turk), он же Майк Томас (англ. Mike Thomas), и Джо Геллень. С помощью югославских партизан они несколько раз переправлялись через Драву, однако приступить собственно к миссии по передаче данных и подготовке сопротивления не могли из-за салашистских патрулей. 9 сентября все вернулись на базу, однако от Бодо не поступало связи: его схватили венгерские полицейские. 13 сентября остальная часть группы решилась высадиться вслепую к северу от Печа вместе с Коутсом, однако их взяли в плен венгры. Выбор города Печ оценивается как одна из ошибок Управления специальных операций, поскольку там проживало очень много фольксдойче, поддерживавших Рейх. Коутсу удалось сбежать из плена и скрыться где-то у крестьян; позже он вышел на связь с одним из разведотрядов советских войск.

### Греция
Греция была захвачена гитлеровцами после нескольких месяцев отчаянной обороны и войны против итальянцев. Секретная разведывательная служба, опасаясь за отношения Великобритании с Турцией, запрещала любые попытки поднятия восстания против немцев, но Управление специальных операций установило контакты с группами Сопротивления на Крите. Агент «Одиссей», ранее торговавший табаком, попытался связаться с потенциальными группами Сопротивления в стране и выяснил, что никто не собирался сотрудничать с греческим правительством в изгнании, скрывавшемся в Каире.
В конце 1942 года Управление организовало свою первую операцию под кодовым названием «Харлинг»: агенты должны были взорвать железную дорогу, по которой осуществлялась поставка припасов для немецкой танковой армии «Африка». Группа под командованием полковника Эдди Майерса и при помощи Кристофера Вудхауса была сброшена на парашютах в Грецию и обнаружила две группы партизан, действовавшие в горах. Ими оказались прокоммунистическая Народно-освободительная армия Греции (ЭЛАС) и прореспубликанская Народная республиканская греческая лига (ЭДЕС). 25 ноября 1942 года отряд Майерса взорвал один из участков моста через реку Горгопотамос. Майерсу помогали 150 греческих партизан, которые ввязались в бой с итальянцами, охранявшими мост; в это же время подрывники установили большие заряды взрывчатки к опорам моста. Этот подрыв прервал прямое железнодорожное сообщение Салоник с Афинами и Пиреем на четыре месяца.
Однако отношения между группами сопротивления и британцами были прохладными. Когда британцам опять понадобилось разрушить железные дороги в Греции, чтобы прервать поставку припасов немцам во время операции «Хаски», греки отказались наотрез сотрудничать, опасаясь, что немцы выместят свою злобу на гражданских. Вместо этого шесть коммандос из британских и новозеландских войск во главе с подполковником новозеландской армии Сесилом Эдвардом Барнсом (гражданским инженером) разрушила мост через реку Азопос 21 июня 1943 года. Дважды Майк Камберледж безуспешно пытался заблокировать Коринфский канал, чтобы сделать его несудоходным.
Больше всего помощи от британцев получила ЭДЕС, зато ЭЛАС собрала огромное количество трофейного итальянского вооружения после того, как итальянцы капитулировали. С 1943 года в фактическую гражданскую войну ввязались ЭЛАС и ЭДЕС, и только УСО сумело разнять их и заставить заключить перемирие в Плаке. Тем же временем УСО сообщало каирскому штабу всю информацию о немецкой авиации, самолёты которой ремонтировались и обслуживались на двух аэродромах под Афинами. В конце 1944 года немцы вынуждены были бежать из Греции под натиском союзных войск, и британцы ввели свои войска в Афины и Пирей, но там с ними в бой вступили части ЭЛАС. После вытеснения ЭЛАС было сформировано переходное правительство, лидером которого стал архиепископ Афинский Дамаскин. УСО закончило свою деятельность в Греции, эвакуировав несколько сотен безоружных членов ЭДЕС на Корфу, чтобы над ними не учинили расправу сторонники ЭЛАС.

#### Крит
На Крите действовали несколько групп сопротивления даже после его захвата немцами. Из агентов, участвовавших в организации антинемецкого сопротивления на острове, выделяются Патрик Ли Фермор, Джон Льюис, Гарри Рудольф Фокс Бёрр, Том Данбабин, Сэнди Рендел, Джон Хаусмен, Ксан Филдинг и Уильям Стэнли Мосс. Наиболее запоминающимся моментом действий УСО на Крите стали похищение Генриха Крайпе, организованное Ли Фермором и Моссом (это легло в основу сюжета фильма «Встреча со злом при лунном свете»), и диверсия в Дамасте, проведённая усилиями Мосса.

### Албания
Албания пребывала под итальянским влиянием с 1923 года и была аннексирована де-факто в 1939 году. Вплоть до капитуляции Италии британцы не могли отправить никого из своих агентов в контролируемую немецкими и итальянскими частями зону. 17 апреля 1943 года небольшой отряд с территории северо-западной Греции, которую контролировали греческие партизаны, проник в Албанию: это были подполковник Нил «Билли» Маклин (командир отряда), майор Дэвид Смайли (заместитель командира) и их подчинённые Джулиан Амери и Энтони Куэйл. После нескольких неудач УСО пробралась в Албанию, где узнала о непримиримом противостоянии коммунистических партизан Энвера Ходжи и антикоммунистов из движения «Балли Комбетар». Поскольку баллисты запятнали себя сотрудничеством с нацистами и их итальянскими пособниками, Ходжа сумел таким образом заручиться поддержкой британцев. 27 июня 1943 года партизаны Национально-освободительной армии Албании получили от британцев оружие и припасы, сброшенные в контейнерах с воздуха, и укомплектовали ими 1-ю партизанскую бригаду НОАА.
В том же году в Албанию была направлена вторая миссия, которой руководил бригадир Королевских ольстерских стрелков Эдмунд Фрэнк Дэвис (в УСО проходил под псевдонимом «Троцкий» за свою симпатию к коммунистам). Начальником штаба миссии был подполковник Артур Николс. Первая миссия успешно ушла в Бари, где располагалась британская база. Несмотря на то, что албанские коммунисты ставили первой миссией приход к власти, Маклин и Смайли рекомендовали УСО не прекращать поддержку коммунистов, надеясь на то, что с другими крыльями Сопротивления удастся заключить перемирие. В январе 1944 года был зафиксирован провал миссии британцев: немцы обстреляли штаб британцев и захватили Дэвиса в плен, а Николс скончался от полученных ранений, пытаясь спасти уцелевших британцев. Вплоть до конца войны УСО поддерживала Национально-освободительную армию Албании, несмотря на возражения Смайли и Маклина, а также сохраняла связи с роялистами Абаза Купи и отрядами «Балли Комбетар» в Северной Албании, которых албанские коммунисты считали такими же своими врагами, как и немцев. Смайли, Маклин и Джулиан Амери в конце октября покинули страну, но отказались брать на борт Абаза Купи, и тот сам на одном из британских судов покинул страну.

### Чехословакия

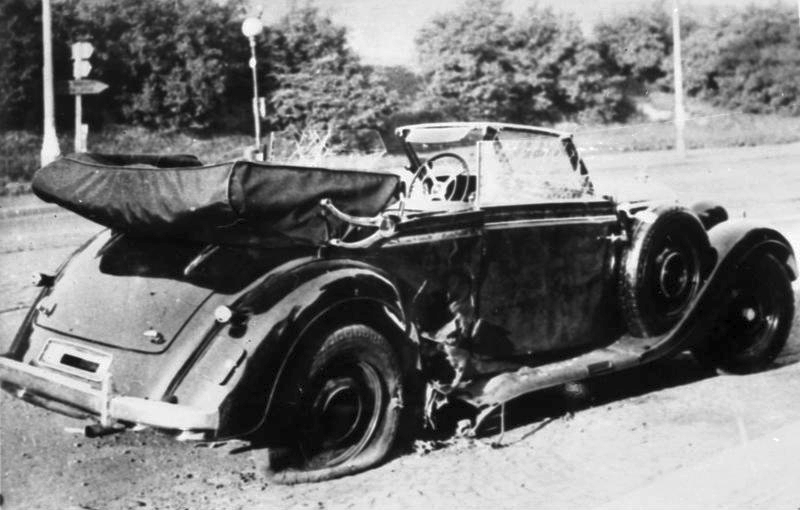
Автомобиль, в котором был смертельно ранен Рейнхард Гейдрих

Управление организовывало несколько миссий в оккупированную Чехословакию, на территории которой образовались прогерманские Протекторат Богемия и Моравия (часть Третьего рейха) и Первая Словацкая республика (марионеточное государство). Самой успешной оказалась операция «Антропоид», в ходе которой в Праге был ликвидирован обергруппенфюрер СС Рейнхард Гейдрих. С 1942 по 1943 годы в деревне Чичели (графство Букингемшир) действовала школа агентов УСО. В 1944 году агенты УСО отправились на помощь Словацкому национальному восстанию.

### Норвегия
В марте 1941 года была образована 1-я отдельная норвежская рота, которой командовал капитан норвежской армии Мартин Линге. В 1941 году ими была проведена первая операция под кодовым названием «Стрельба из лука», но настоящую славу им принесла атака на Веморк — нападение на завод по производству тяжёлой воды. В 1942 году те же оперативники провели  операцию «Выпь» по разгрому осведомителей нацистских оккупационных властей. К самому концу войны благодаря развитой связи с центром в Лондоне в стране действовали 64 радиста.

### Дания
Подавляющая часть всех действий и операций Датского Сопротивления сводилась к подрыву железных дорог, по которым немцы перевозили войска и припасы из Норвегии. Однако были примеры и более крупномасштабных диверсий, которые совершала организация BOPA. Всего с 1942 года датскими партизанами были совершены свыше 1000 диверсий и актов саботажа. В октябре 1943 года датское сопротивление предотвратило отправку почти всех датских евреев в немецкие лагеря смерти: подобная операция, состоявшаяся ночью, считается одним из крупнейших актов массового неповиновения немецким оккупационным властям. Помимо всего прочего, датское сопротивление помогало УСО по деятельности в Швеции. Так, УСО удалось захватить несколько кораблей в шведских портах, загруженные шарикоподшипниками; датские радисты также разработали несколько новых методов радиопередачи данных — пакетная передача или передача с предварительным сжатием во времени, которая использовалась в одном из радиоприёмников, позволяла быстрее расшифровывать «морзянку» и переводить её содержимое на бумагу.

### Румыния
В 1943 году группа агентов была сброшена на парашютах в Румынию, чтобы развязать восстание против фашистской диктатуры «любой ценой». В составе группы были полковник Альфред Гардайн де Шастелен, капитан Силвиу Мециану и Айвор Портер. Их всех захватила жандармерия Румынии и удерживала в плену до переворота, случившегося 23 августа 1944 года.

### Абиссиния
В Абиссинии состоялись первые мероприятия УСО, которые оказались успешными. Отряд эфиопских ополченцев «Сила Гидеона» под командованием Орда Чарльза Уингейта поддерживал императора Хайле Селассие и успешно сражался против итальянских оккупационных войск. Британцы благодаря этому отряду одержали уверенную победу в Эфиопии, а Уингейт использовал этот опыт, чтобы образовать похожий отряд «Чиндиты» в Бирме.

### Западная Африка
Принадлежавший Испании остров Фернандо-По стал местом операции «Почтмейстер» — одной из самых успешных операций УСО. Итальянское грузовое судно «Дукесса д'Аоста» и немецкий буксир «Ликомба» укрылись в гавани острова Санта-Изабель, а 14 января 1942 года агенты Управления выманили экипаж обоих кораблей для вечеринки на пляже. Группа коммандос во главе с Гасом Марчем-Филлипсом захватила оба корабля, подняла якоря и увела их в море, где вскоре встретилась с соединениями британского флота. Современники и свидетели были поражены тем, как блестяще была проведена операция.

### Юго-Восточная Азия

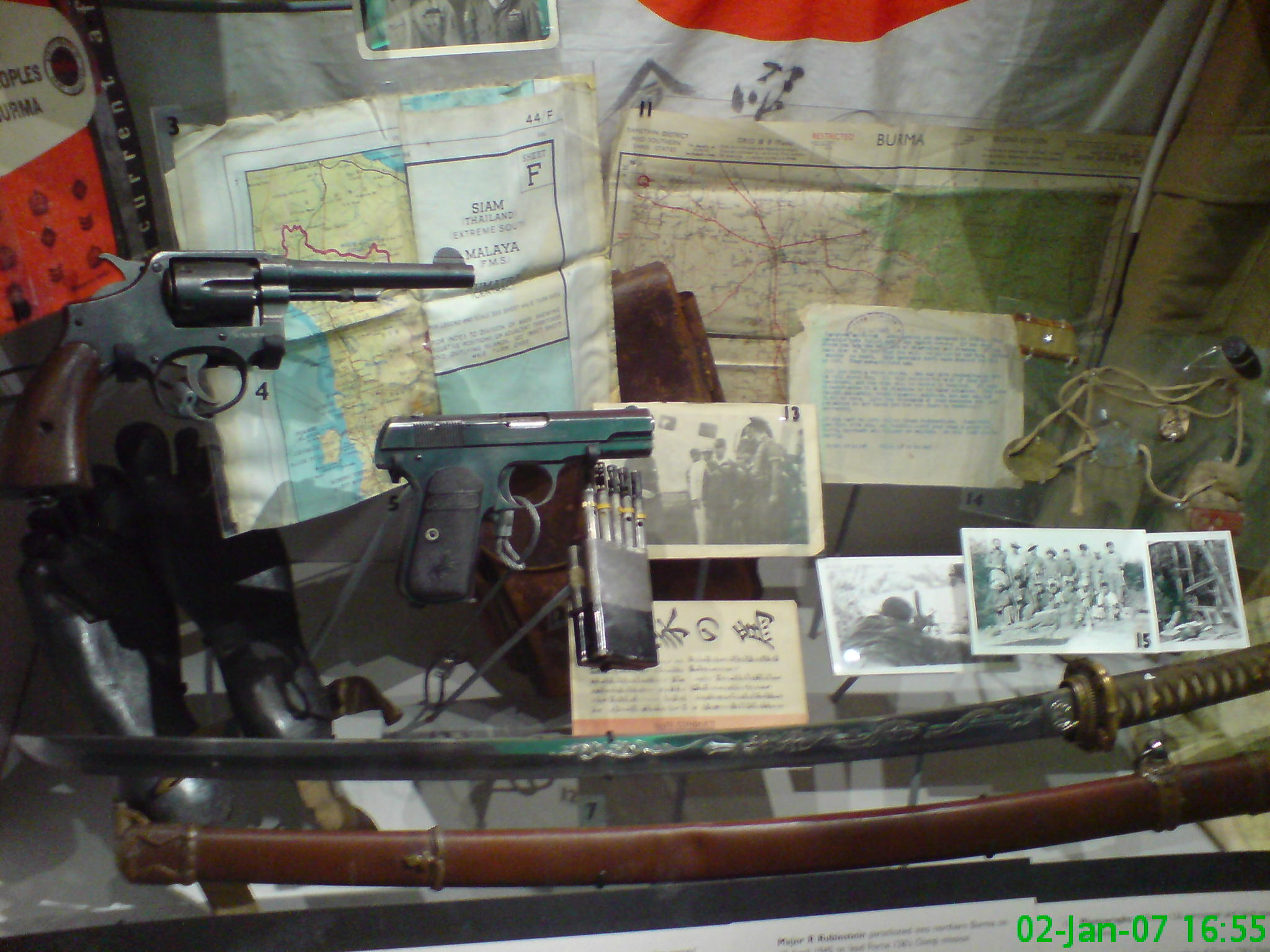
Дальневосточная выставка в Имперском военном музее, среди экспонатов — фотографии членов отряда 136

В начале 1940 года Управление специальных операций разрабатывало план действий в Юго-Восточной Азии. Оно решило сделать ставку на отдельные организации сопротивления и партизанские войска, которые должны были дать отпор японским оккупантам. В 1944-1945 гг. Управлением проводилась операция «Раскаяние», которая была направлена на защиту экономического и политического статуса Гонконга. Специальный отряд 136 вёл торговлю в оккупированном Китае, и его агенты собрали 77 млн. фунтов стерлингов для оказания материальной помощи союзным военнопленным, заодно вернув британское влияние в Азии.

## Расформирование
К концу 1944 года стало ясно, что поражение стран Оси — вопрос времени. Лорд Селборн выступал за то, чтобы сохранить Управление специальных операций или подобный ему орган, но обязать его отчитываться перед Министерством обороны. Министр иностранных дел Энтони Иден выступал за то, чтобы Управление или его преемник контролировалось Министерством иностранных дел (Форин-офисом), как и Секретная разведывательная служба. Объединённый разведывательный комитет, который имел широкие координационные полномочия над разведывательными службами Великобритании и их операциями, считал Управление более эффективным, чем Секретную разведывательную службу, но не признавал возможность разделения ответственности по шпионажу и прямым действиям между разными министерствами или выполнять операции без контроля Штаба. До 22 мая 1945 года продолжались споры, пока Селборн не заявил:

Ввиду русской угрозы, ситуации в Италии, Центральной Европе и на Балканах, а также тлеющих вулканов Ближнего Востока я считаю безумным позволить задушить УСО в этот момент. Передавая его Министерству иностранных дел, я не могу не признать, что просить сэра Орма Серджента [стать постоянным заместителем министра иностранных дел], чтобы наблюдать за УСО — всё равно что попросить настоятельницу возглавить бордель! Но УСО — не базовый инструмент, а узкоспециализированное оружие, к которому обратится Правительство Его Величества вне зависимости от того, угрожают ли нам и нужно ли нам связываться с обычными людьми за границей.
Оригинальный текст (англ.)In view of the Russian menace, the situation in Italy, Central Europe and the Balkans and the smouldering volcanoes in the Middle East, I think it would be madness to allow SOE to be stifled at this juncture. In handing it over to the Foreign Office, I cannot help feeling that to ask Sir Orme Sergent [shortly to become Permanent Under-Secretary of State for Foreign Affairs] to supervise SOE is like inviting an abbess to supervise a brothel! But SOE is no base instrument, it is a highly specialized weapon which will be required by HMG whenever we are threatened and whenever it is necessary to contact the common people of foreign lands.

Уинстон Черчилль не принял сразу решения по УСО, а после поражения на выборах 5 июля 1945 года уступил пост премьер-министра лейбористу Клементу Эттли. Селборн сказал Эттли, что в распоряжении УСО есть широкая сеть подпольных радиосетей и сочувствующих лиц. Эттли расценил это заявление как признание существования подрывной организации всемирного масштаба и заявил, что не потерпит присутствия «британского Коминтерна» в стране. Через 48 часов он снял лорда Селборна с поста министра экономической войны.
15 января 1946 года Управление специальных операций официально прекратило существование. Пережившие войну руководители Управления продолжили работу в финансовой сфере в Сити, хотя многие из них не отказались от привычек, приобретённых в Управлении, и занимались своей работой очень неохотно. Личный состав вернулся по большому счёту к мирной деятельности или регулярной службе в войсках. Только 280 человек были отправлены в Отделение специальных операций MI6. Часть из них продолжили работу как агенты, но в MI6 больше интересовались методами обучения агентов УСО. Начальник MI6 сэр Стюарт Мензис вскоре упразднил и это Отделение, объединив его с главными элементами MI6. Габбинс отказался от службы в армии и позже основал Клуб сил специальных операций, в котором состояли ветераны УСО и подобных разведывательных организаций.

## Мнения об агентах УСО

### Военное время
Хотя британское правительство признавало деятельность Управления законной, германские оккупационные власти называли всех членов партизанского движения (в том числе и агентов УСО, активно действовавших во Франции) «бандитами» и «террористами», обвиняя всех «франтирёров» в нарушении всех правил ведения войны. Одним из первых, кто стал употреблять в отношении всех деятелей французского Сопротивления и британских агентов слова «террористы», «бандиты» и «преступники», стал Генеральный уполномоченный Третьего рейха по использованию рабочей силы Фриц Заукель.

### Послевоенные годы
Методы ведения войны, разработанные и популяризованные Управлением специальных операций, по мнению ряда военных экспертов и историков, серьёзно повлияли на структуру и тактику действия многих военизированных организаций от криминальных группировок до партизанских и террористических организаций современного мира. Писатель Тони Джерати представил две диаметрально противоположные точки зрения на деятельность УСО.
- С одной стороны, Майкл Фут[англ.] писал, что Управление показало отличный пример ведения войны против серьёзного противника[12]:

Ирландцы [благодаря примеру, который дал Коллинз и которому следовало УСО] могут тем самым утверждать, что их сопротивление дало сигнал к сопротивлению ещё более ужасным тираниям, чем та, которую они терпели. И ирландское сопротивление, которым руководил Коллинз, показало всему миру единственный адекватный способ войны, который может вестись в век атомной бомбы.
Оригинальный текст (англ.)The Irish [thanks to the example set by Collins and followed by the SOE] can thus claim that their resistance provide the originating impulse for resistance to tyrannies worse than any they had to endure themselves. And the Irish resistance as Collins led it, showed the rest of the world a way to fight wars the only sane way they can be fought in the age of the Nuclear bomb.

- С другой стороны, британский военный историк Джон Киган назвал методы ведения войны УСО аморальными[152]:

Нам надо признать, что наш ответ на распространение терроризма был скомпрометирован тем, что мы сделали за счёт УСО. Обоснование... что у нас не было другого способа нанести ответный удар по врагу... и есть тот самый аргумент, которым бросаются Красные бригады, банда Баадера и Майнхофф, НФОП, ИРА и все прочие полудеструктивные террористические банды на Земле. Бесполезно твердить, что мы демократы, а Гитлер — тиран. Средства стали позором для целей. УСО опозорило Британию.
Оригинальный текст (англ.)We must recognise that our response to the scourge of terrorism is compromised by what we did through SOE. The justification ... That we had no other means of striking back at the enemy ... is exactly the argument used by the Red Brigades, the Baader-Meinhoff gang, the PFLP, the IRA and every other half-articulate terrorist organization on Earth. Futile to argue that we were a democracy and Hitler a tyrant. Means besmirch ends. SOE besmirched Britain.

- Макс Гастингс полагал, что Управление специальных операций, помогая Движению Сопротивления в разных странах, внесло большой вклад в восстановление национального самосознания народов Европы, которые начали действовать самостоятельно в борьбе за освобождение от оккупации, не дожидаясь прихода главных сил союзников[153]:

И всё же моральный вклад в тайную войну, которая была бы невозможной без вмешательства УСО и СРС, был важнее цены. Это позволило возродить чувство собственного достоинства в оккупированных обществах, которые иначе были вынуждены бы смотреть на последовательные главы в их опыте конфликта сквозь чёрные очки; военное унижение, сопровождаемое вынужденным сотрудничеством с врагами, за которым следует запоздалое освобождение иностранными войсками. Как бы ни было, благодаря Сопротивлению все народы Европы могли лелеять своих героев и мучеников, позволяя массе своих граждан, которые бездельничали или служили врагу, быть изображёнными на большом холсте, восхвалённом в восприятии потомков.
Оригинальный текст (англ.)Yet the moral contribution of secret war, which would have been impossible without the sponsorship of SOE and OSS, was beyond price. It made possible the resurrection of self-respect in occupied societies which would otherwise have been forced to look back on the successive chapters of their experience of the conflict through a dark prism; military humiliation, followed by enforced collaboration with the enemy, followed by belated deliverance at the hands of foreign armies. As it was, and entirely thanks to Resistance, all European nations could cherish their cadres of heroes and martyrs, enabling the mass of their citizens who did nothing, or who served the enemy, to be painted over in the grand canvas cherished in the perception of their descendants.

## В культуре
Агенты Управления специальных операций (как реально существовавшие, так и вымышленные) стали героями многих произведений искусства от книг до фильмов. При этом официальный историк Управления Майкл Фут утверждал, что большая часть книг и иных произведений об агентах (в том числе и женщинах) представляет собой выдумку, не соотносящуюся с реальностью.

### Официальные публикации
- Stuart Allan. Commando Country. — National Museums of Scotland, 2007. — ISBN 978-1-905267-14-9.
- Roderick Bailey. The Wildest Province: SOE in the Land of the Eagle. — London: Jonathan Cape, 2008. — ISBN 9780224079167.
- Roderick Bailey. Target Italy: The Secret War against Mussolini, 1940–1943. — Faber & Faber, 2014. — ISBN 978-0571299188.
- Mireno Berrettini. La Gran Bretagna e l'Antifascismo italiano. Diplomazia clandestina, Intelligence, Operazioni Speciali (1940–1943). — Italia: Le Lettere, 2010. — ISBN 978-8860873729.
- Frederic Boyce, Douglas Everett. SOE: The Scientific Secrets. — Sutton Publishing, 2003. — ISBN 0-7509-4005-0.
- Terry Crowdy. SOE Agent: Churchill's secret warriors. — Oxford (UK): Osprey Publishing, 2008. — ISBN 978-1846032769.
- Charles Cruikshank. SOE in the Far East (англ.). — Oxford University Press, 1983. — ISBN 0-19-215873-2.
- Charles Cruikshank. SOE in Scandinavia (англ.). — Oxford University Press, 1986. — ISBN 0-19-215883-X.
- M. R. D. Foot. The Special Operations Executive 1940–1946. — Pimlico, 1999. — ISBN 0-7126-6585-4.
- M. R. D. Foot. SOE in France. — Frank Cass, 2000. — ISBN 0-7146-5528-7.
- Francis MacKay. Overture to Overlord - The Preparations of D-Day: North West Europe (Special Operations World War Two). — Barnsley: Pen and Sword, 2005. — ISBN 978-0850528923.
- Jelle Hooiveld. Dutch Courage: Special Forces in the Netherlands 1944–45. — Stroud: Amberley Publishing, 2016. — ISBN 978-1-4456-5741-7.
- William Mackenzie. The Secret History of SOE: Special Operations Executive 1940–1945. — BPR Publications, 2000. — ISBN 0-9536151-8-9.
- Adrian Orchard. Group Captain Percy Charles “Pick” Pickard DSO**, DFC 1915 - 1944. — 2006. (недоступная ссылка)
- Neil D. Orpen. Airlift to Warsaw: The Rising of 1944. — Norman, OK: University of Oklahoma, 1984. — ISBN 978-0806119137.
- Denis Rigden. SOE Syllabus: Lessons in Ungentlemanly Warfare World War II. — Secret History Files, National Archives, 2001. — ISBN 1-903365-18-X.
- David Stafford. Mission Accomplished: SOE and Italy 1943–45. — The Bodley Head, 2011. — ISBN 978-1-84792-065-2.
- David Stafford. Secret Agent: the true story of the Special Operations Executive. — BBC Worldwide Ltd, 2000. — ISBN 0-563-53734-5.
- Gerald Steinacher. Passive Grumbling, rather than Resisting: the Special Operations Executive (SOE) in Austria 1940–1945 (англ.) // International Journal of Intelligence and Counterintelligence. — 2002. — Vol. 15. — P. 211—221. — doi:10.1080/08850600252869038.
- Des Turner. SOE's Secret Weapons Centre: Station 12. — Stroud: The History Press, 2011. — ISBN 978-0752459448.
- Ian Valentine. Station 43: Audley End House and SOE's Polish Section. — Sutton Publishing, 2006. — ISBN 0-7509-4255-X.
- Jonathan Walker. Poland Alone: Britain, SOE and the Collapse of the Polish Resistance, 1944. — The History Press, 2008. — ISBN 978-1-86227-474-7.
- Robert Wallace, H. Keith Melton. Spycraft: inside the CIA's top secret Spy Lab. — London: Bantam, 2010. — ISBN 978-0553820072.
- Harris G. Warren. Special Operations: AAF Aid To European Resistance Movements, 1943-1945 (U.S. Air Force Historical Study No. 121). — US Army Air Force, 1947.
- Peter Wilkinson, Joan Bright Astley. Gubbins and SOE. — Barnsley: Pen & Sword Military, 2010. — ISBN 978-1-84884-421-6.

### Воспоминания агентов Управления специальных операций
- Dorothy Baden-Powell. They Also Serve: an SOE Agent in the WRNS. — Robert Hale Ltd., 2004. — ISBN 978-0-7090-7715-2.
- Freddie Spencer Chapman. The Jungle is Neutral. — Chatto and Windus, 1949.
- Basil Davidson. Special Operations Europe: Scenes from the Anti-Nazi War. — Victor Gollancz, 1980. — ISBN 0-575-02820-3.
- Basil Davidson. Partisan Picture. — Bedford Books, 1946.
- Sir Patrick Leigh Fermor. The 11th Day. — Archangel Films, 2006.
- Patrick Howarth. Undercover. — Routledge & Kegan Paul, 1980. — ISBN 0-7100-0573-3.
- David Armine Howarth. The Shetland Bus. — Thomas Nelson and Sons Ltd, 1950.
- André Hue, Ewen Southby-Tailyour. The Next Moon: the remarkable true story of a British agent behind the lines in wartime France. — Penguin, 2005. — ISBN 0-14-101580-2.
- Fitzroy MacLean. Eastern Approaches. — Penguin, 1991. — ISBN 0-14-013271-6.
- Leo Marks. Between Silk and Cyanide: A Codemaker's Story 1941–1945. — Harper Collins, 1998. — ISBN 0-00-255944-7.
- William Stanley Moss. Ill Met by Moonlight. — Harrap, 1950.
- Ian Ousby. The Ordeal of France, 1940–1944. — New York: Cooper Square Press, 2000. — ISBN 978-0815410430.
- Jasper Rootham. Miss-Fire. — Chatto & Windus, 1946.
- David Smiley. Albanian Assignment. — Sphere Books Ltd, 1984. — ISBN 0-7221-7933-2.
- Bickham Sweet-Escott. Baker Street Irregular. — London: Methuen & Co. Ltd, 1965.
- Graeme Thomas Roe Thompson. Notes on S.O.E., 1941 TO 1943 / provided by Michael Thompson. — 1963. Архивировано 9 сентября 2018 года.
- Hugh Verity. We Landed by Moonlight. — Shepperton, Surrey: Ian Allan Limited, 1978.
- Nancy Wake. The White Mouse: the autobiography of the woman the Gestapo called The White Mouse. — Macmillan, 1986. — ISBN 978-0-333-40099-9.
- Anne-Marie Walters. Moondrop to Gascony. — Wiltshire: Moho Books, 2009. — ISBN 978-0-9557208-1-9.
- Pearl Witherington Cornioley. Code Name Pauline: Memoirs of a World War II Special Agent. — Chicago: Chicago Review Press, 2015. — ISBN 978-1613731581.

### Книги других авторов
- Malcolm Atkin. Fighting Nazi Occupation: British Resistance 1939–1945. — Barnsley: Pen and Sword, 2015. — ISBN 978-1-47383-377-7.
- Simon Ball. The Bitter Sea: The Brutal World War II Fight for the Mediterranean. — New York: Harper Press, 2010. — ISBN 978-0007203055.
- Marcus Binney. The Women Who Lived For Danger. — Harper Collins, 2003. — ISBN 0-06-054087-7.
- Maurice A. Christie. Mission Scapula SOE in the Far East. — London, 2004. — ISBN 0-9547010-0-3.
- Terry Crowdy. French Resistance Fighter France's Secret Army. — London: Osprey, 2007. — ISBN 0-307-40515-X.
- Ian Dear. Sabotage and Subversion. — Arms and Armour, 1996. — ISBN 0-304-35202-0.
- Beryl Escott. A Quiet Courage: the story of SOE's women agents in France. — Patrick Stevens Ltd, 1991. — ISBN 978-1-85260-289-5.
- Normal Franks. Double Mission: Fighter Pilot and SOE Agent, Manfred Czernin. — London: William Kimber, 1976. — ISBN 0-7183-0254-0.
- Jean Overton Fuller. The Starr Affair. — London: Victor Gollancz, 1954.
- Roger Field, Geoffrey Gordon-Creed, N. Creed. Rogue Male: Sabotage and Seduction Behind German Lines with Geoffrey Gordon-Creed, DSO, MC. — London: Coronet, 2012. — ISBN 978-1444706352.
- Bill Gunston. Classic World War II Aircraft Cutaways. — Oxford: Osprey Publishing, 1995.
- Sarah Helm. A Life in Secrets: the story of Vera Atkins and the lost agents of SOE. — London: Little, Brown and Co., 2005. — ISBN 0-316-72497-1.
- Lynn-Philip Hodgson. Inside Camp X. — 3. — Port Perry, Ont.: Blake Books Distribution Ltd, 2002. — ISBN 978-0968706251.
- Liane Jones. Mission Improbable: salute to the Royal Air Force women of Special Operations Executive in wartime France. — Bantam Press, 1990. — ISBN 978-0-593-01663-3.
- Evelyn Le Chene. Watch for Me by Moonlight. — London: Corgi, 1974.
- Bruce Marshall. The White Rabbit. — Cassell Military Paperbacks, 2000. — ISBN 0-304-35697-2.
- Duncan McNab. Mission 101. — The History Press, 2012.
- Ray Mears. The Real Heroes of Telemark: the true story of the secret mission to stop Hitler's atomic bomb. — Hodder & Stoughton, 2003. — ISBN 0-340-83015-8.
- Giles Milton. The Ministry of Ungentlemanly Warfare. — John Murray, 2016. — ISBN 978-1-444-79895-1.
- R.J. Minney. Carve Her Name with Pride. — London: Newnes, 1956.
- Bernard O'Connor. Return to Belgium. — Lulu, 2009. — ISBN 9781902810355.
- Nigel Perrin. Spirit of Resistance: The Life of SOE Agent Harry Peulevé DSO MC. — Pen and Sword, 2008. — ISBN 978-1-84415-855-3.
- Joe Saward. The Grand Prix Saboteurs. — Morienval Press, 2006. — ISBN 978-0-9554868-0-7.
- Mark Seaman. Bravest of the Brave: true story of Wing Commander Tommy Yeo-Thomas – SOE Secret Agent Codename, the White Rabbit. — Michael O'Mara Books, 1997. — ISBN 978-1-85479-650-9.
- Mark Seaman. Special Operations Executive: a new instrument of war. — Routledge, 2006. — ISBN 0-415-38455-9.
- SOE and The Resistance: As told in The Times Obituaries / Michael Tillotson. — Bloomsbury Publishing, 2011. — 296 с. — ISBN 9781441196873.
- William Stevenson. Spymistress: the Life of Vera Atkins, the Greatest Female Secret Agent of World War II. — Arcade Publishing, 2006. — ISBN 978-1-55970-763-3.
- Jerrard Tickell. Odette: the story of a British agent. — London: Chapman & Hall, 1949.

### Комментарии
- Tony Geraghty. The Irish War. — Harper Collins, 2000. — ISBN 978-0-00-638674-2.
- Max Hastings. The Secret War: Spies, Codes and Guerillas 1939–45. — London: William Collins, 2015. — ISBN 978-0-00-750374-2.
- Bernd Horn. A Most Ungentlemanly Way of War. — Toronto: Dundurn, 2016. — ISBN 9781459732797.